# Ioan Pop din Unguraș

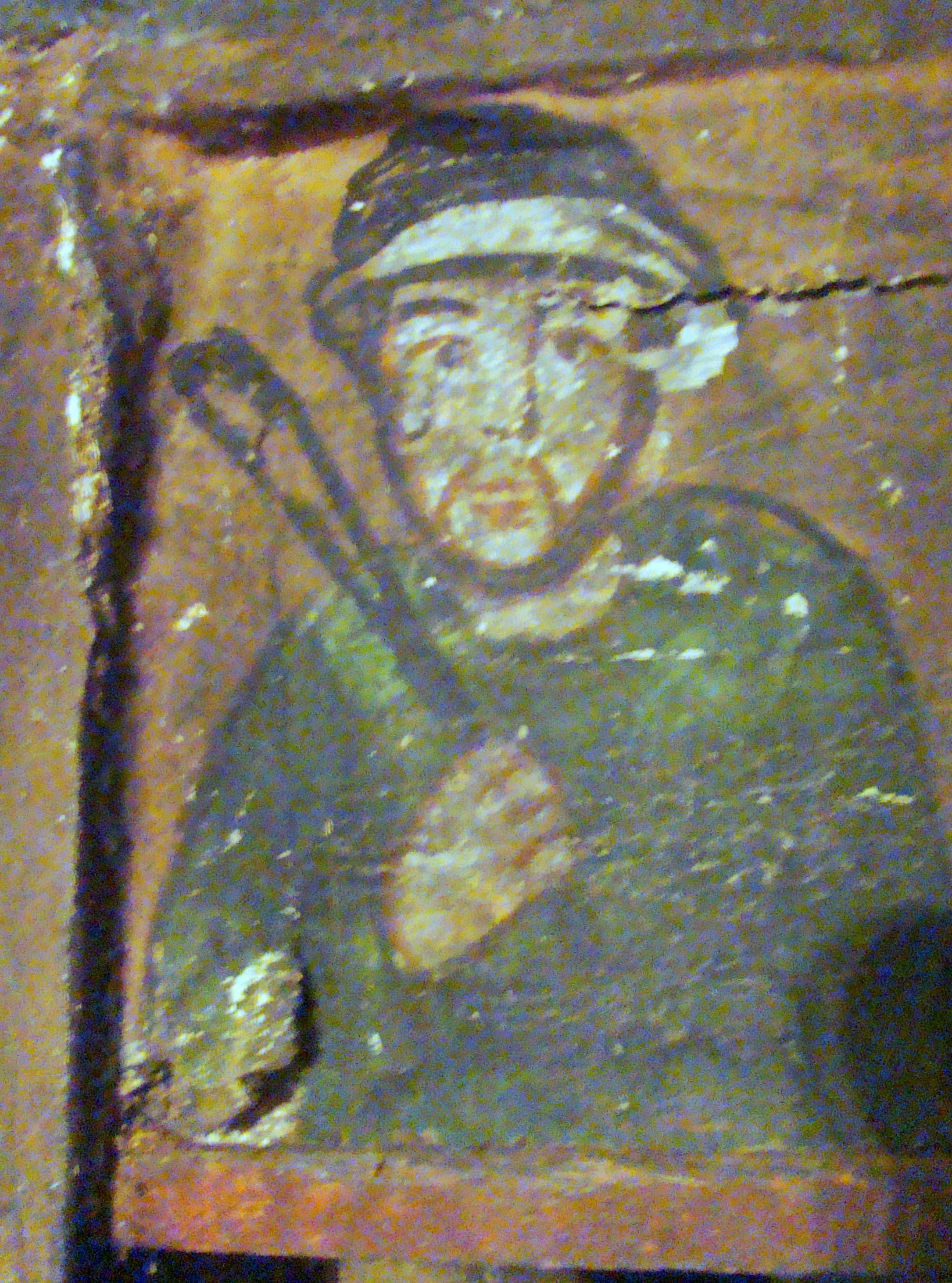
Autoportretul pictorului Ioan Pop din Românași în biserica de lemn din Păușa.

Ioan Pop din Unguraș (în prezent Românași, Sălaj) a fost un pictor de icoane și biserici, activ în satele din partea de apus a fostului comitat Dăbâca, la sfârșitul secolului 18 și începutul secolului 19. Opera sa se poate încă documenta, atât prin semnături, cât și comparativ, într-un șir de biserici de lemn păstrate în această zonă.

## Documentare
Ioan Pop a fost prima dată identificat de Atanasie Popa în 1929, la Biserica de lemn din Apahida, unde zugravul a semnat pictura interioară în 1808. Cercetarea operei sale s-a extins odată cu inventarierea bisericilor de lemn de pe valea Almașului, condusă de Ioana Cristache Panait în 1969. Marius Porumb a făcut în 1998 o trecere cronologică în revistă a tuturor lucrărilor semnate sau atribuite pictorului zugrav și a bibliografiei cunoscute. 

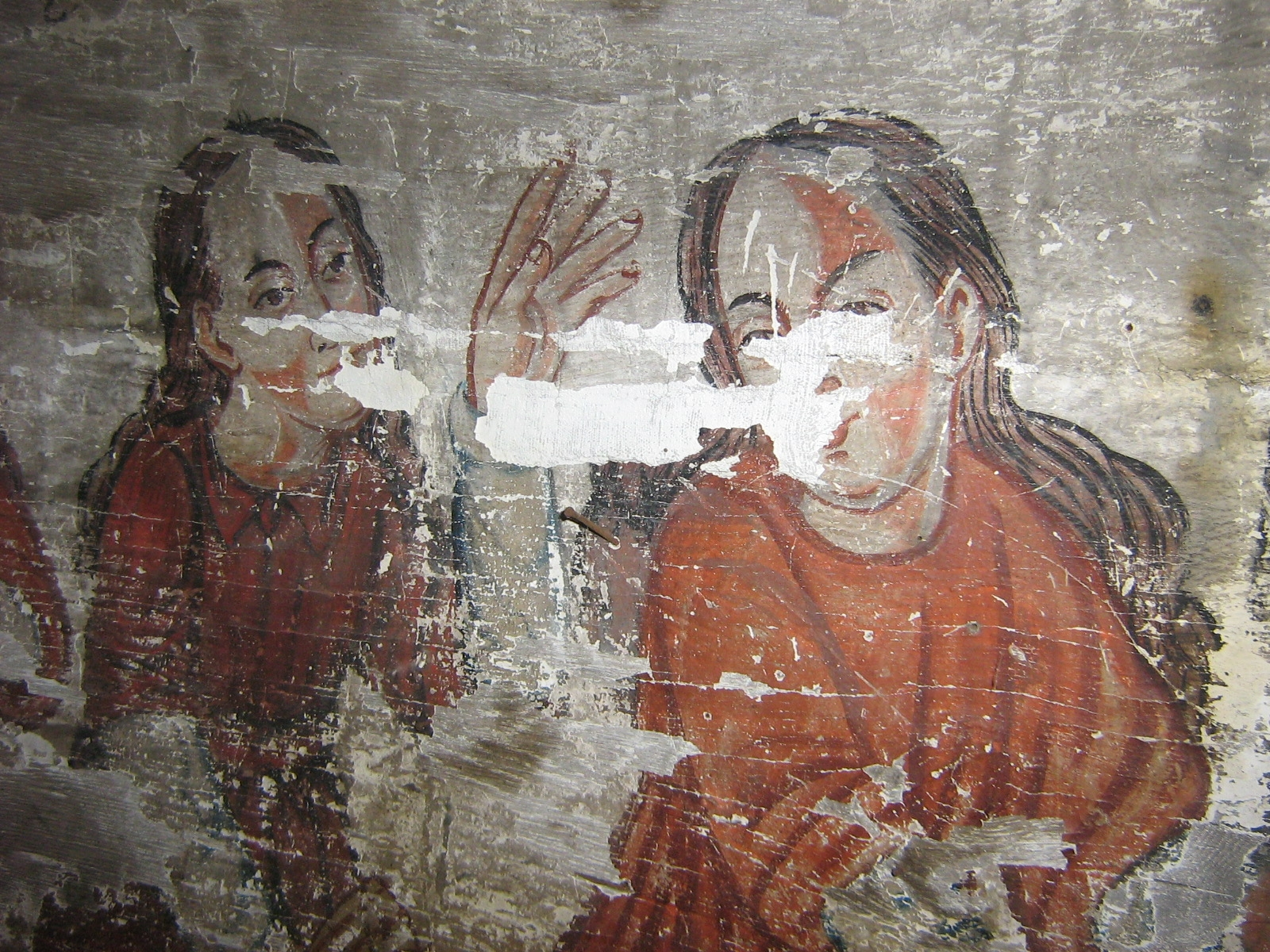
Scenă din pictura murală interioară la biserica de lemn din Creaca, Sălaj, atribuită lui Ioan Pop din Românași, executată la sfârșitul secolului 18 sau începutul celui următor.

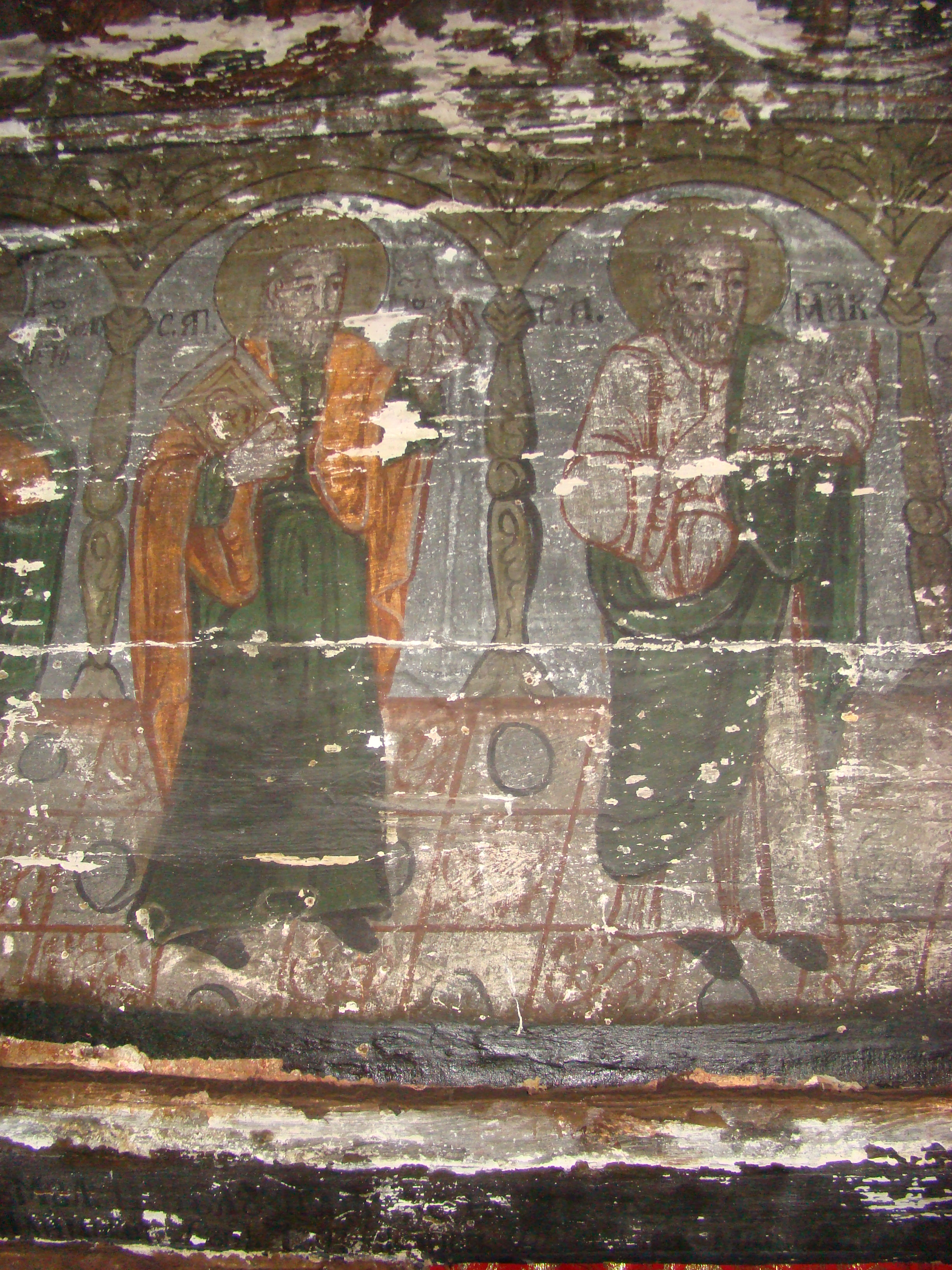
Biserica de lemn din Stâna, detaliu din pictura iconostasului. Interiorul bisericii a fost pictat în anul 1795 de cunoscutul pictor din Românași, Ioan Pop, ajutat fiind de Precup Pop, lucru nemaiîntâlnit la alte biserici pictate de renumitul zugrav de biserici.

## Opera
Ioan Pop din Unguraș a fost contemporan cu un alt cunoscut zugrav itinerant, Dimitrie Ispas din Gilău, activ în satele din partea de apus a comitatului Cluj, aflat în imediata vecinătate, spre sud. A fost cel mai important zugrav al picturilor murale din bisericile de lemn ale Sălajului. A fost foarte activ în ultima parte a secolului al XVIII-lea și la începutul secolului următor. Ca și un alt pictor al bisericilor de lemn sălăjene, Iosif Perșe, „parohul Elciului”, Ioan Pop a fost și preot și puternic atașat valorilor credinței. Dintre creațiile sale cunoscute se numără cele de la bisericile de lemn din Sânpetru Almașului, Sânmihaiu Almașului, Stâna, Păușa, Borza, Bozna, Bârsău Mare, Brusturi, Ciumărna, Chichișa, Hida, Gălpâia, Creaca, Răstolțu Deșert, Racâș (toate în județul Sălaj) și pictura bisericii de lemn din Apahida (județul Cluj).
Tot lui îi poate fi atribuită și pictura bisericii de lemn din Baica, care poate fi datată, datorită similitudinilor cu alte ansambluri picturale, ca fiind realizată în a doua jumătate a secolului al XVIII-lea. Pictura de la Baica este degradată aproape în totalitate. Dacă ipoteza se confirmă, lucru foarte probabil, datorită stilului asemănător și distanței mici dintre Baica și Românași, ar fi una dintre primele creații ale lui Ioan Pop zugravu.

Picturile murale din Biserica de lemn din Baica
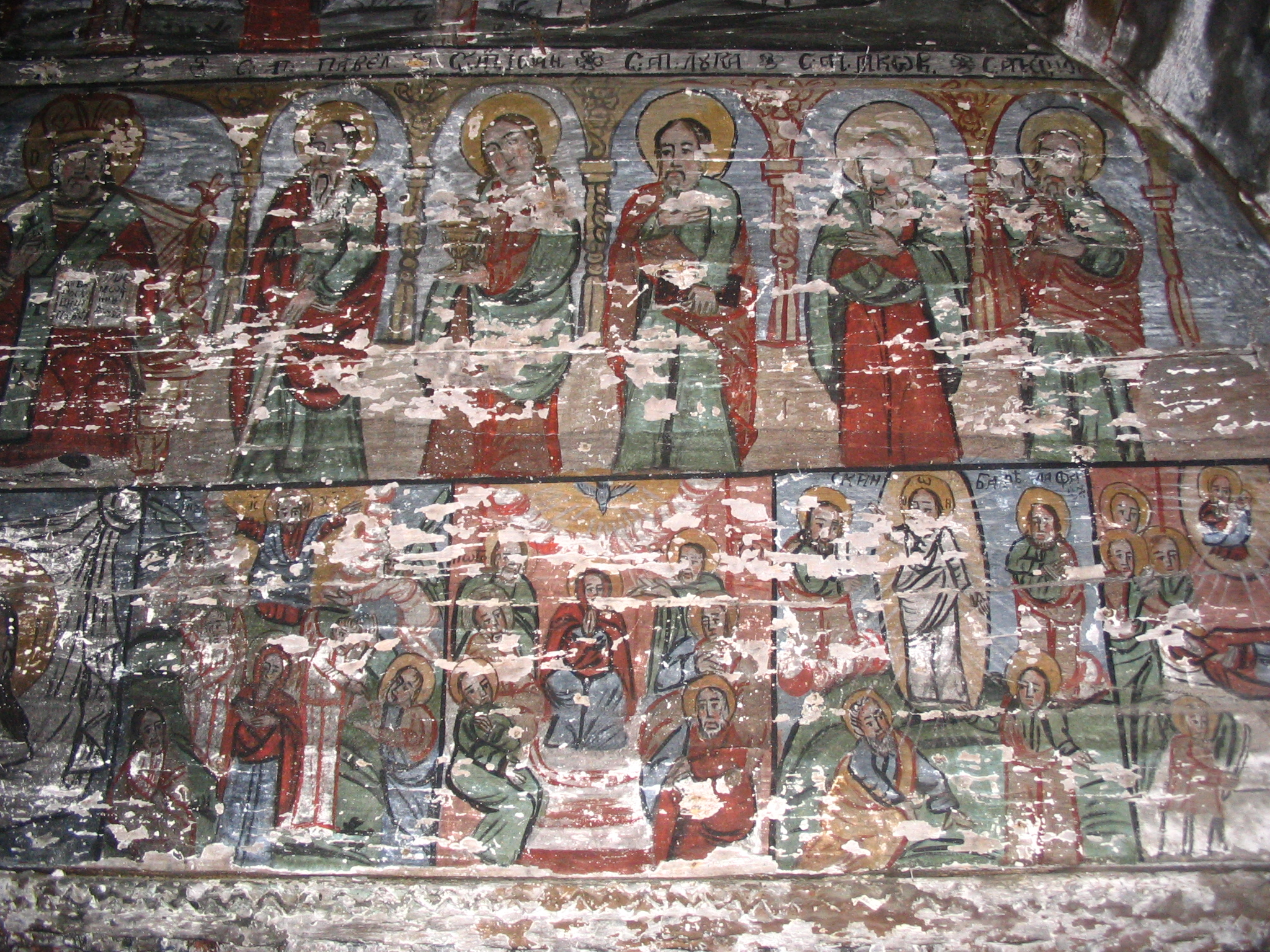
Detaliu iconostas
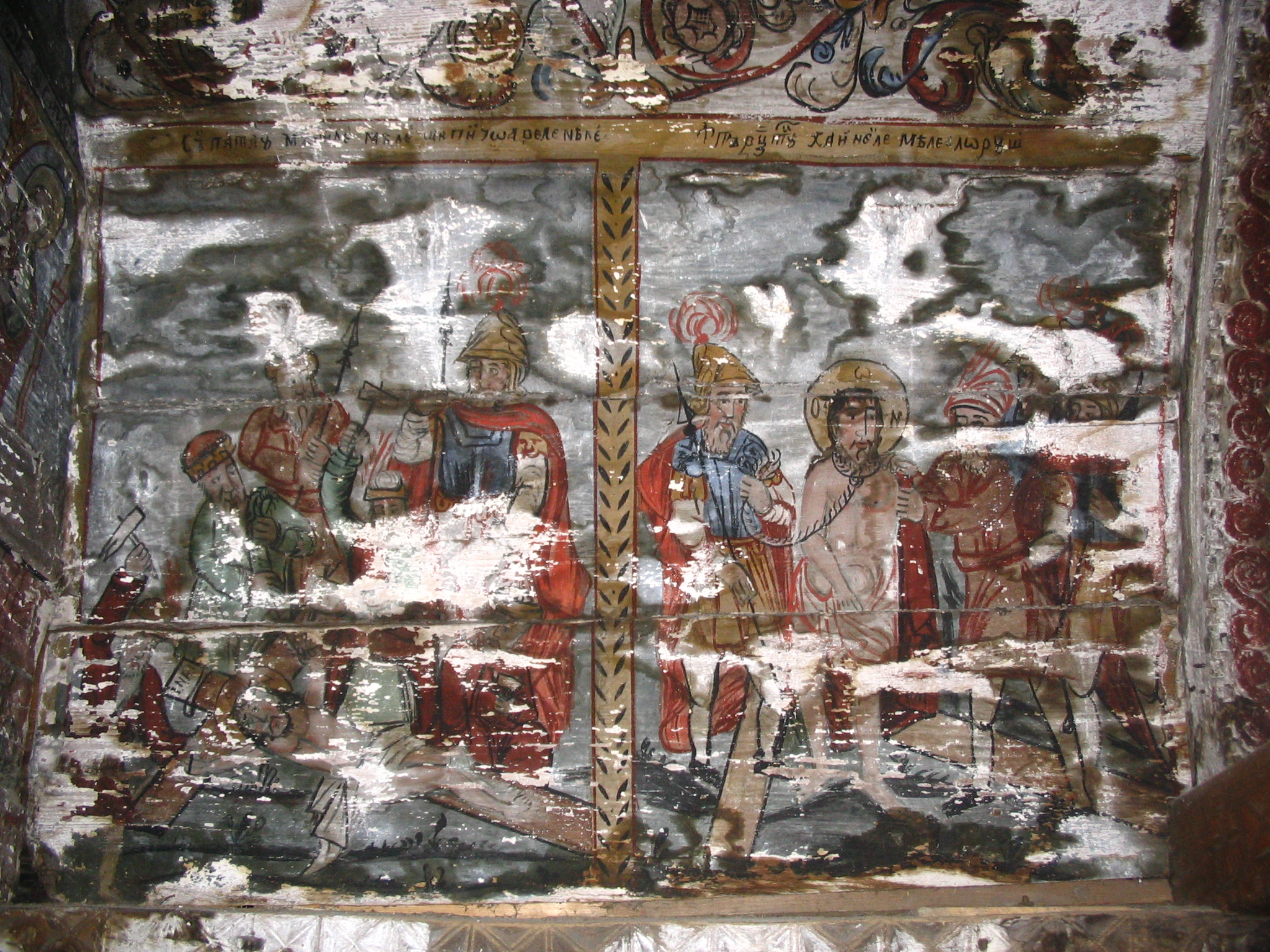
Detaliu pictură în naosul bisericii
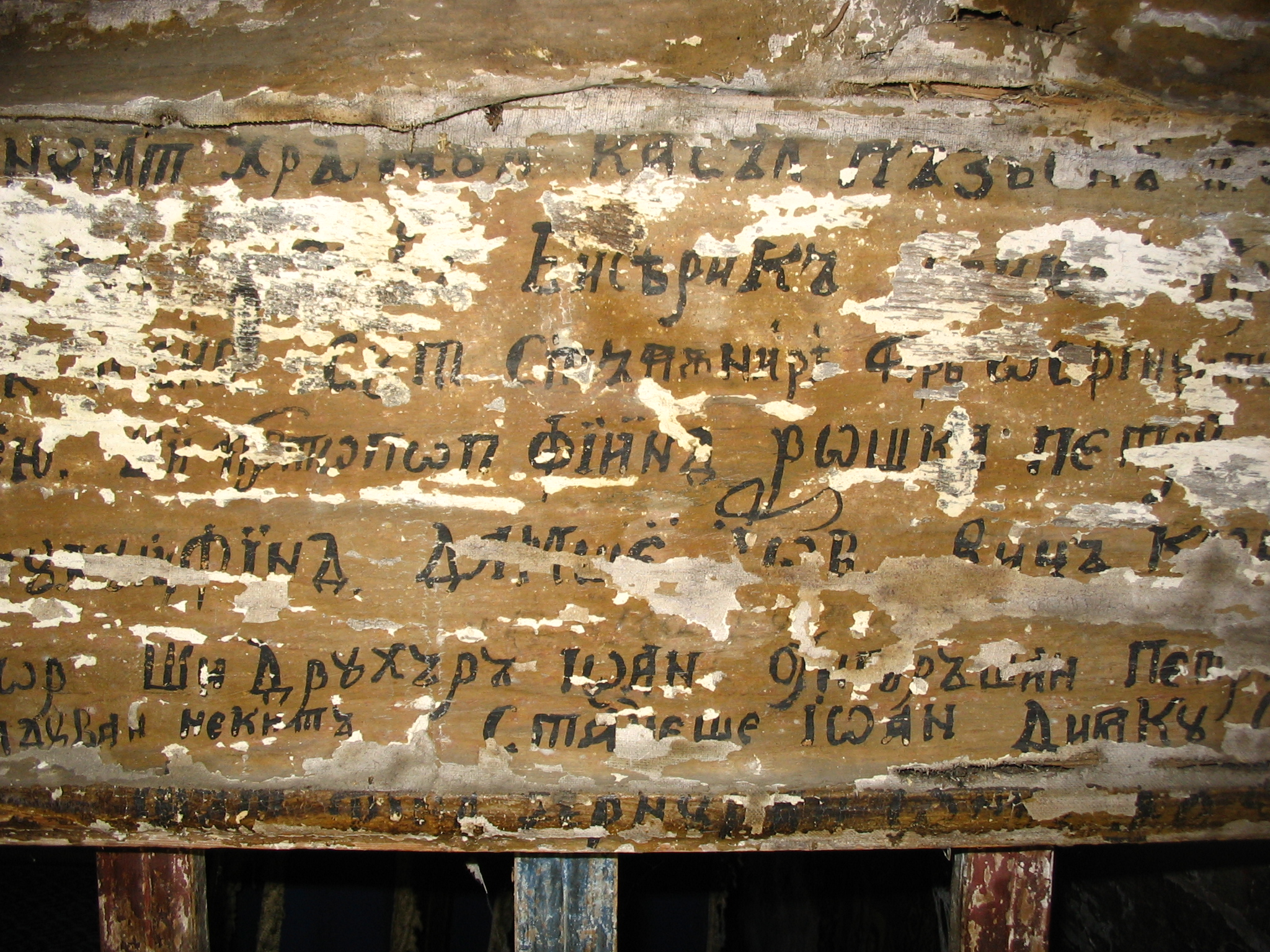
Fragment din inscripția aflată pe peretele dintre naos și pronaos semnată „Ioan diacu”; pe lângă hram şi nume de donatori inscriţia cuprindea, probabil, şi numele zugravului, care s-a şters

În anul 1794 pictorul itinerant Ioan Pop a zugrăvit biserica de lemn din Sânmihaiu Almașului, aceasta fiind cea mai veche din lucrările sale ce îi pot fi atribuite cu certitudine și a împodobit întreaga biserică, pictura având un caracter oarecum naiv, dar, totuși, sugestiv. Inscripția din dreapta catapetesmei, care datează pictura, afirmă următoarele:
"Îngerilor s-au numit ca să păzască tot neamul și sau zidit de iznov ... și strădania bunilor pravoslavnici dintracest sat Pusta Simihaiu în zilele înălț(atului) ... podomnicului împărat Franțis, supt pravoslavnică arhipăstoria măriei sale ... Făgărașului supt c(institul) protopop Vasilie Bota de Vișeu de Mijloc și c(instiților) preoți Andrei ... Hara Grigorie și ctit(ori) ... Ignat, făt Ion Toader, Holț Marți. Și sau zugrăvit prin mine ... Pop Ioan (anul) 1794 ... ie 20".

Picturile murale din Biserica de lemn din Sânmihaiu Almașului
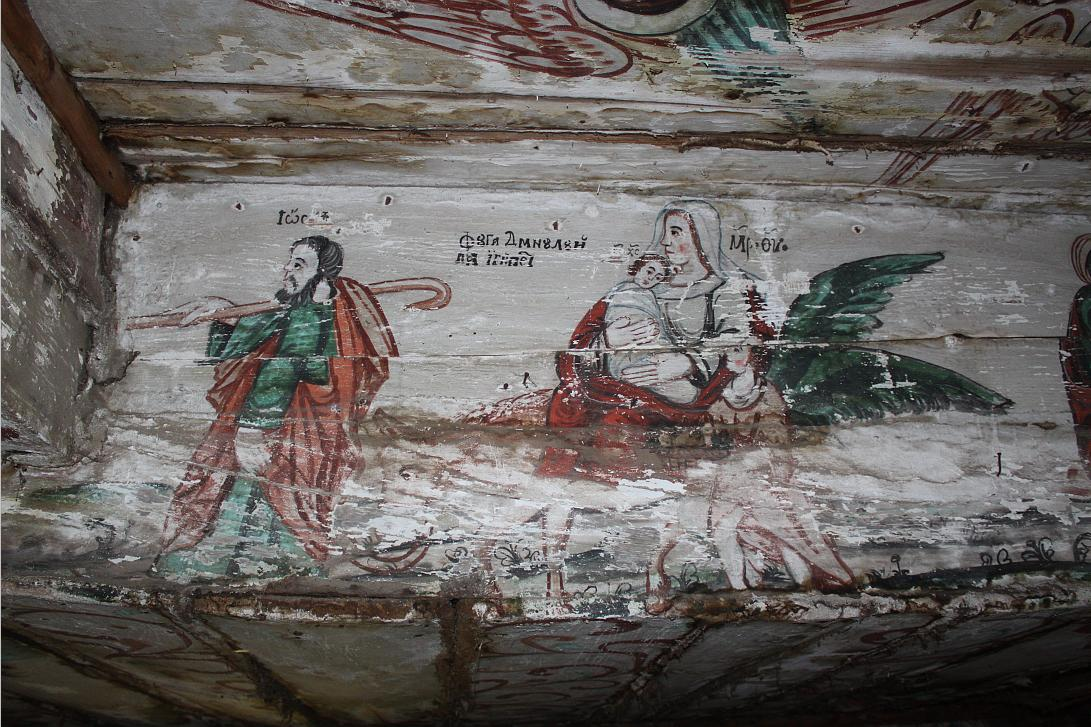
Fuga Domnului în Egipt
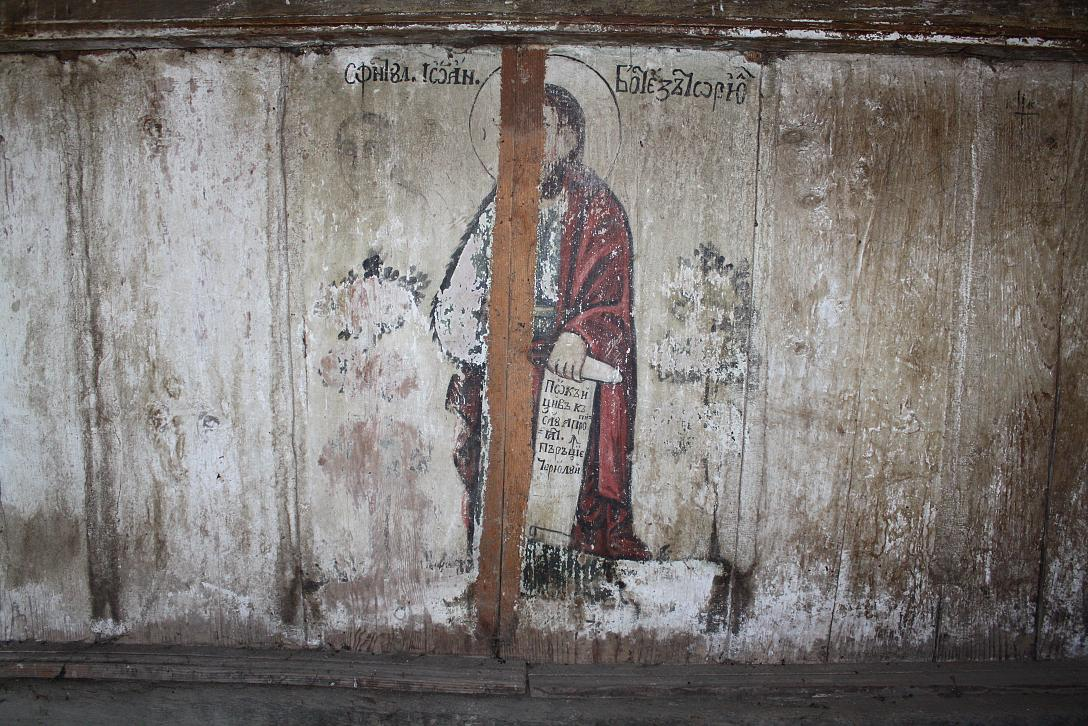
Sfântul Ioan Botezătorul
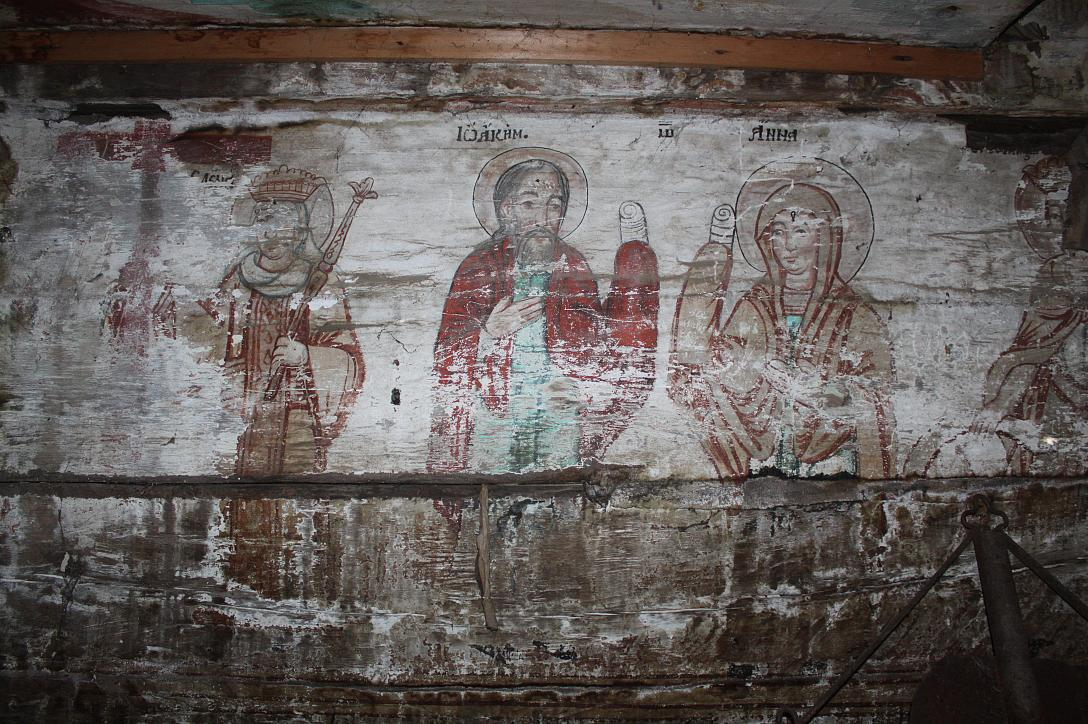
Sfinții Ioachim şi Ana
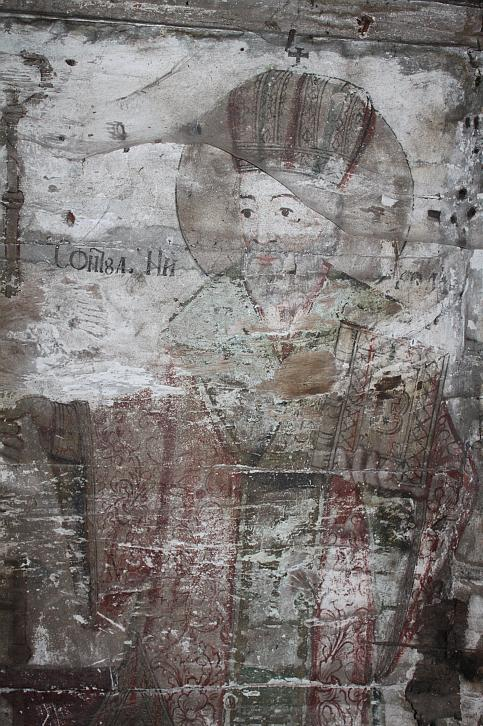
Absida altarului - Sfântul Nicolae
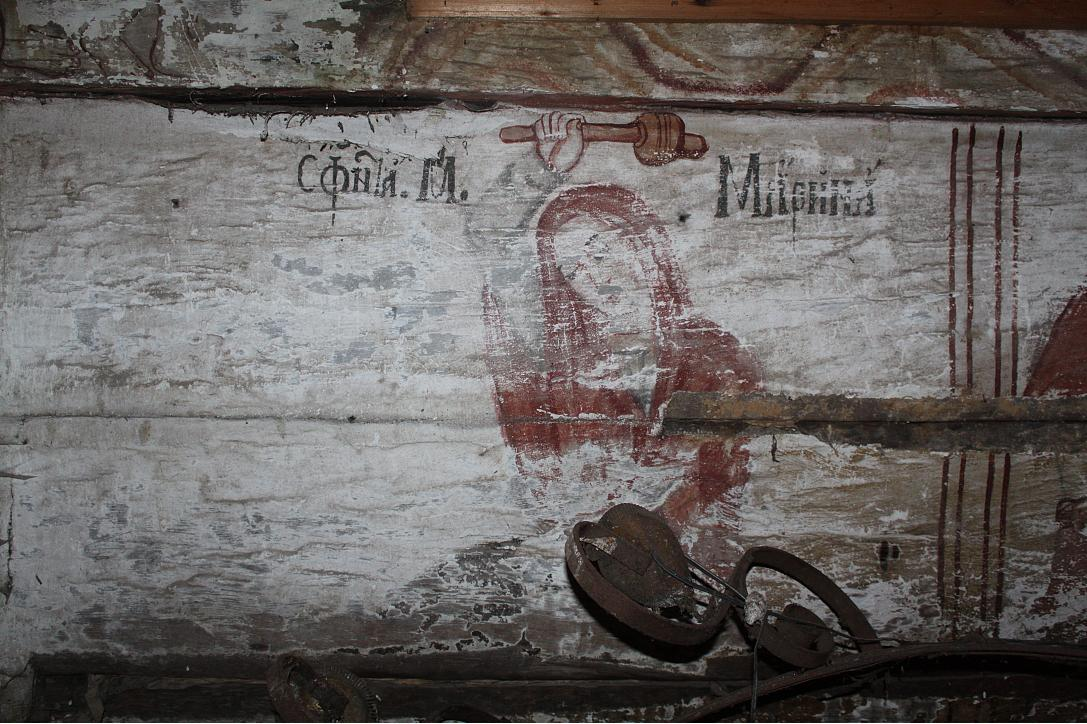
Sfânta Mucenică Marina
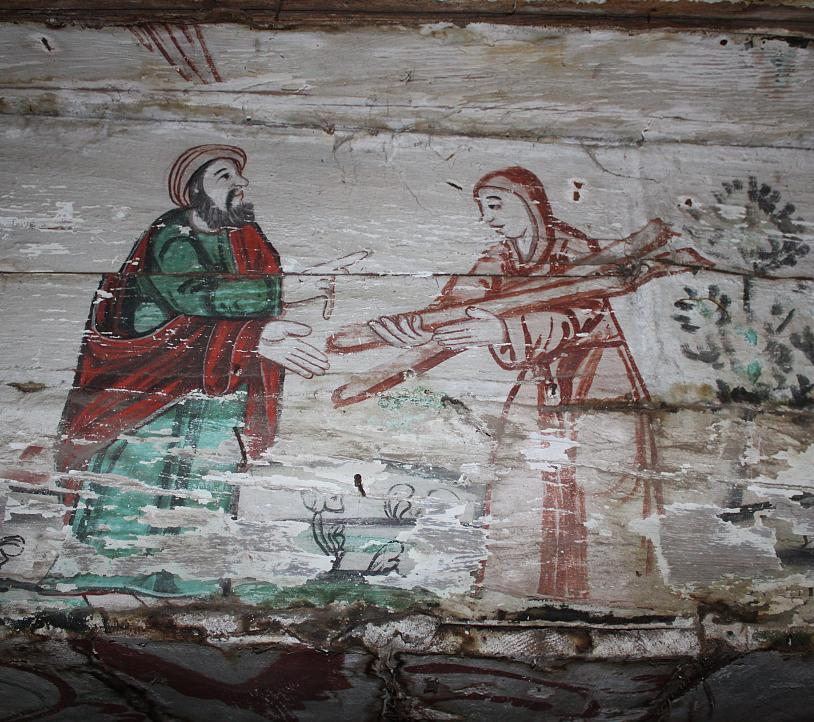
Buna samariteană

Unul dintre cele mai importante monumente de arhitectură ecleziatiscă din lemn care poartă amprenta penelului lui Ioan Pop de Românași este biserica din satul Păușa. Din pictura exterioară, care cuprindea scene cum ar fi: „Adormirea Maicii Domnului”, „Maria Împărăteasă” înconjurată de Apostoli, o scenă din viața Sfântului Nicolae, salvarea corăbierilor, se mai păstrează urme doar pe peretele de sud.
Pictura se păstrează mai bine în  pronaos, în culori vii de verde și purpuriu. Pe peretele dinspre naos se află următoarea pisanie: „Nașterii s-au numit hramul ca să-l păzească tot neamul și s-au zugrăvit prin cheltuiala creștinilor pravoslavnici dintr-acest sat Păușe, în zilele înălțatului și pururea domnului împărat Franțiș ... pravoslavnic arhipăstorie neunită și cinstit protopop Petrovici al Miluanului, și cinstiți preoți Halmagi Teodor, Halmagi Dimitrie. Prin mine umilul zugrav Ioan Pop din Ungurași, anul 1800, iulie 10” (Ungurași este denumirea de atunci a comunei Românași).

Picturile murale din Biserica de lemn din Păușa
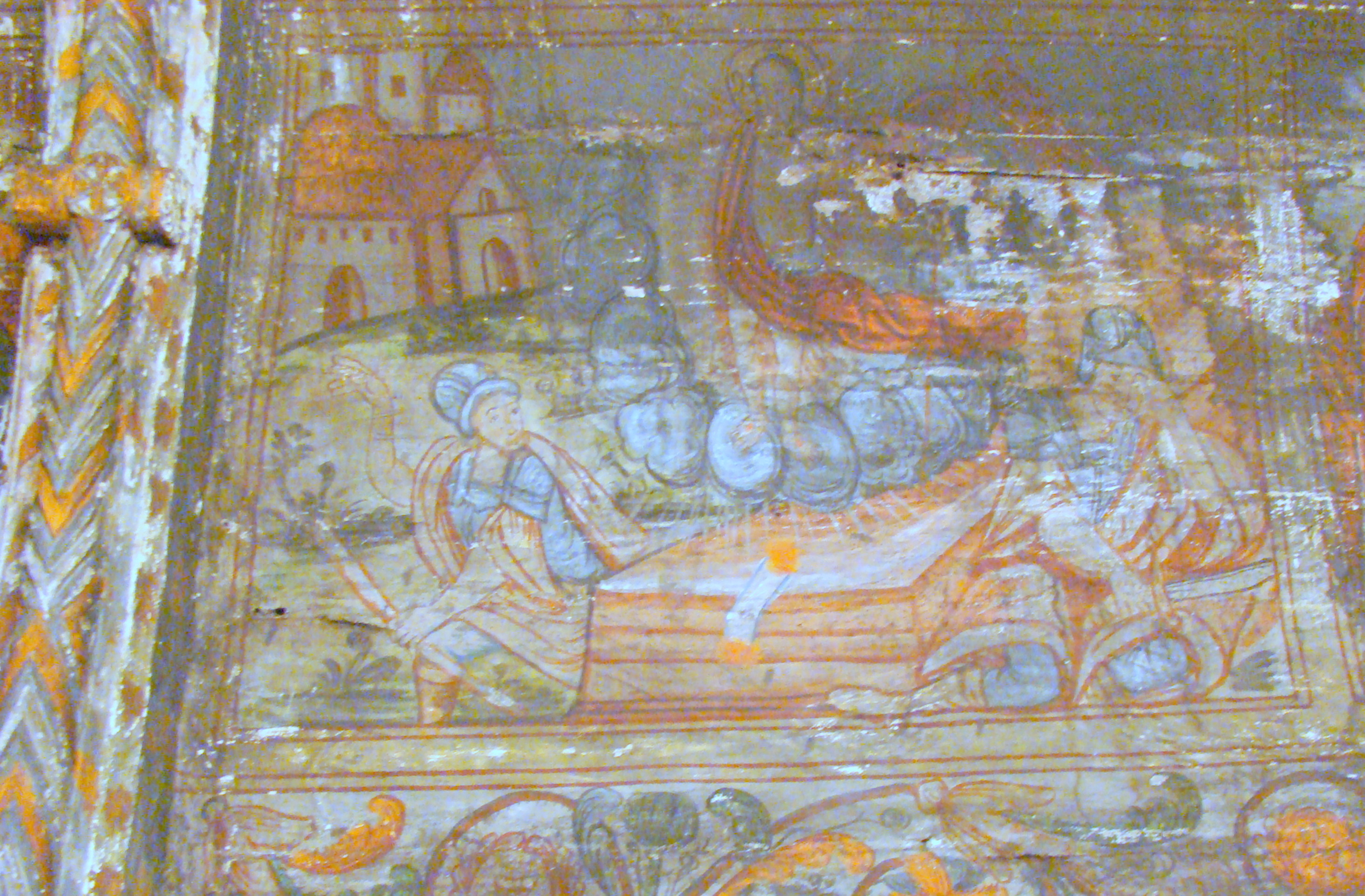
Învierea Domnului
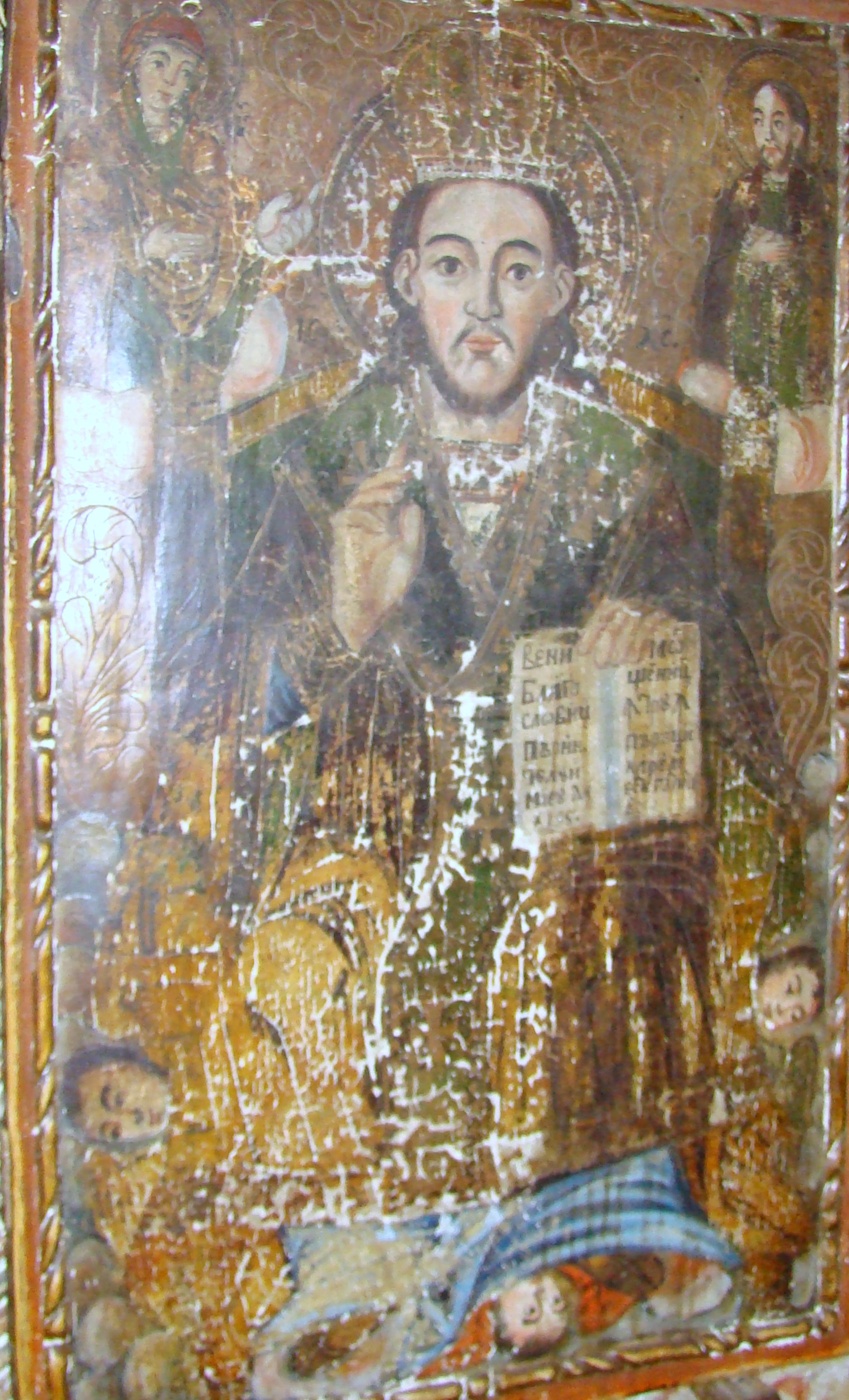
Deisis
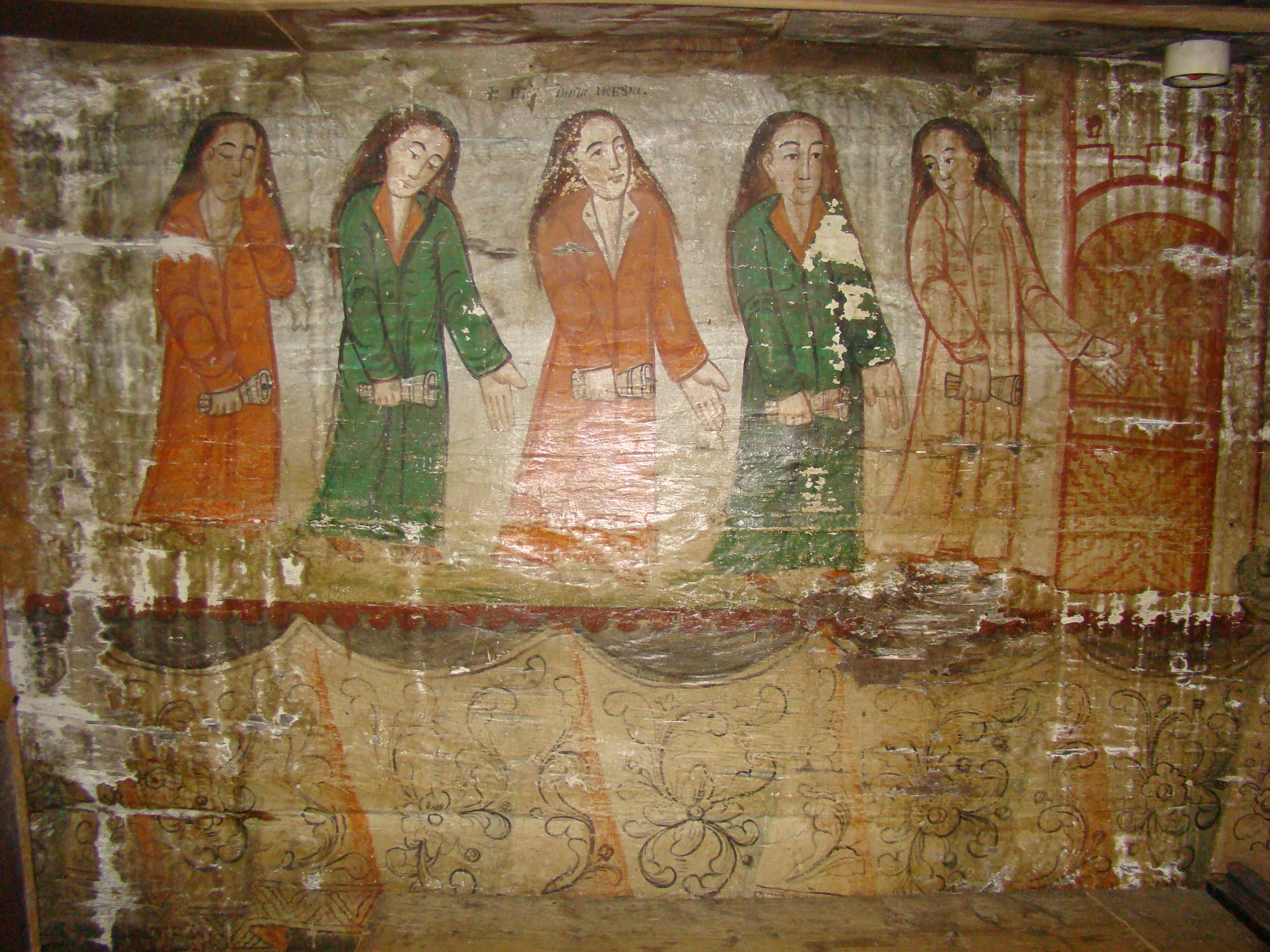
Parabola fecioarelor
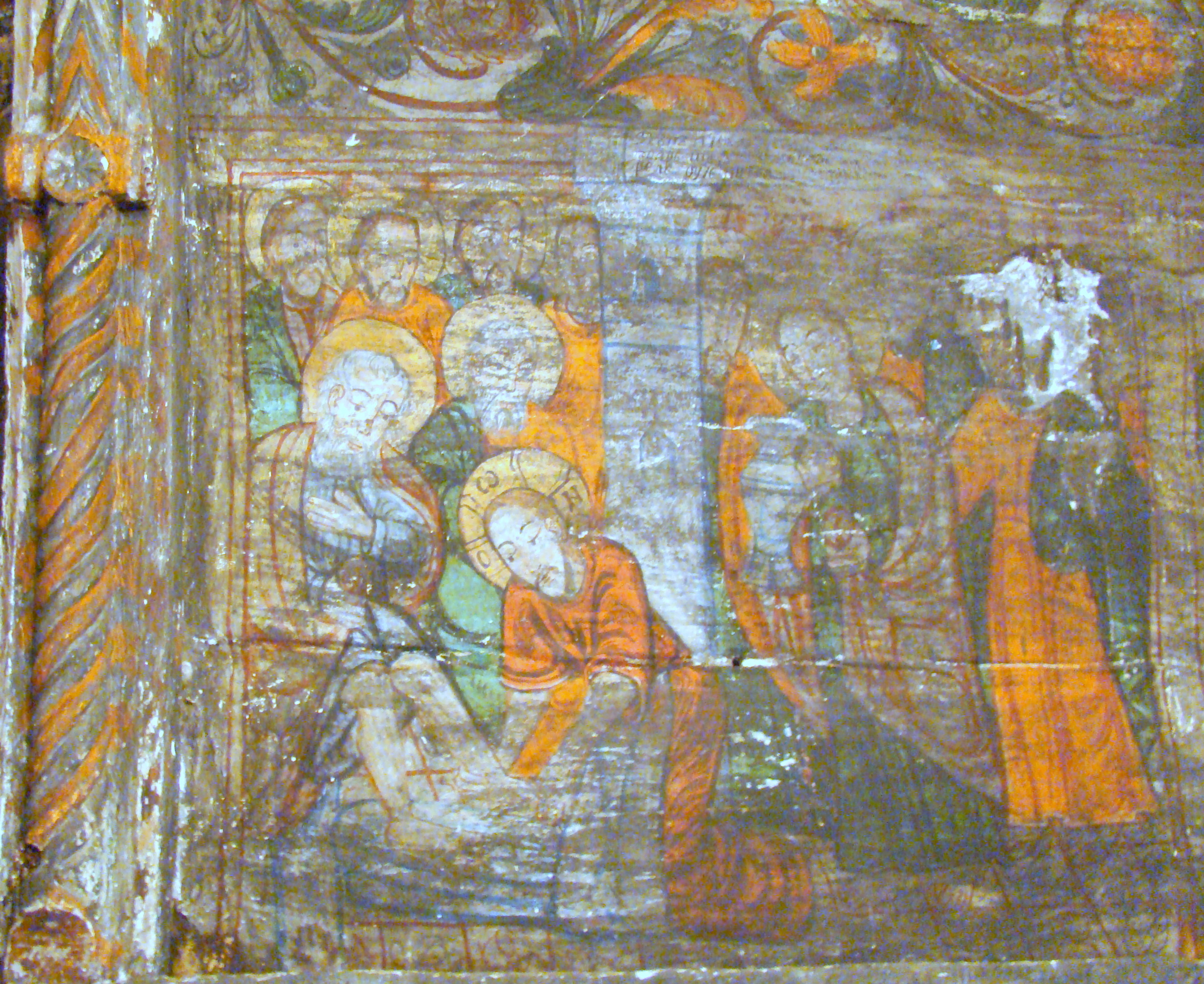
Spălarea picioarelor
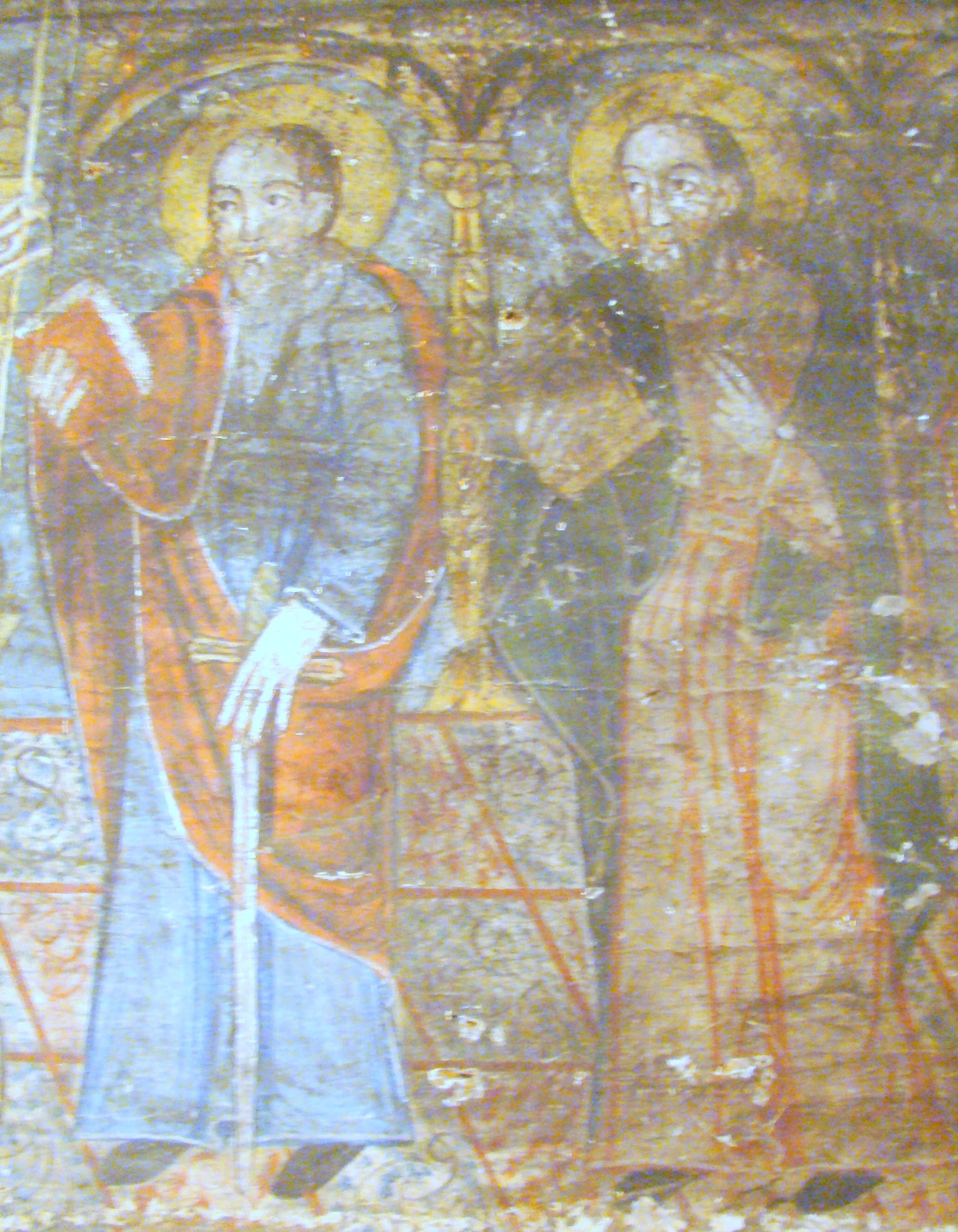
Detaliu din friza Apostolilor
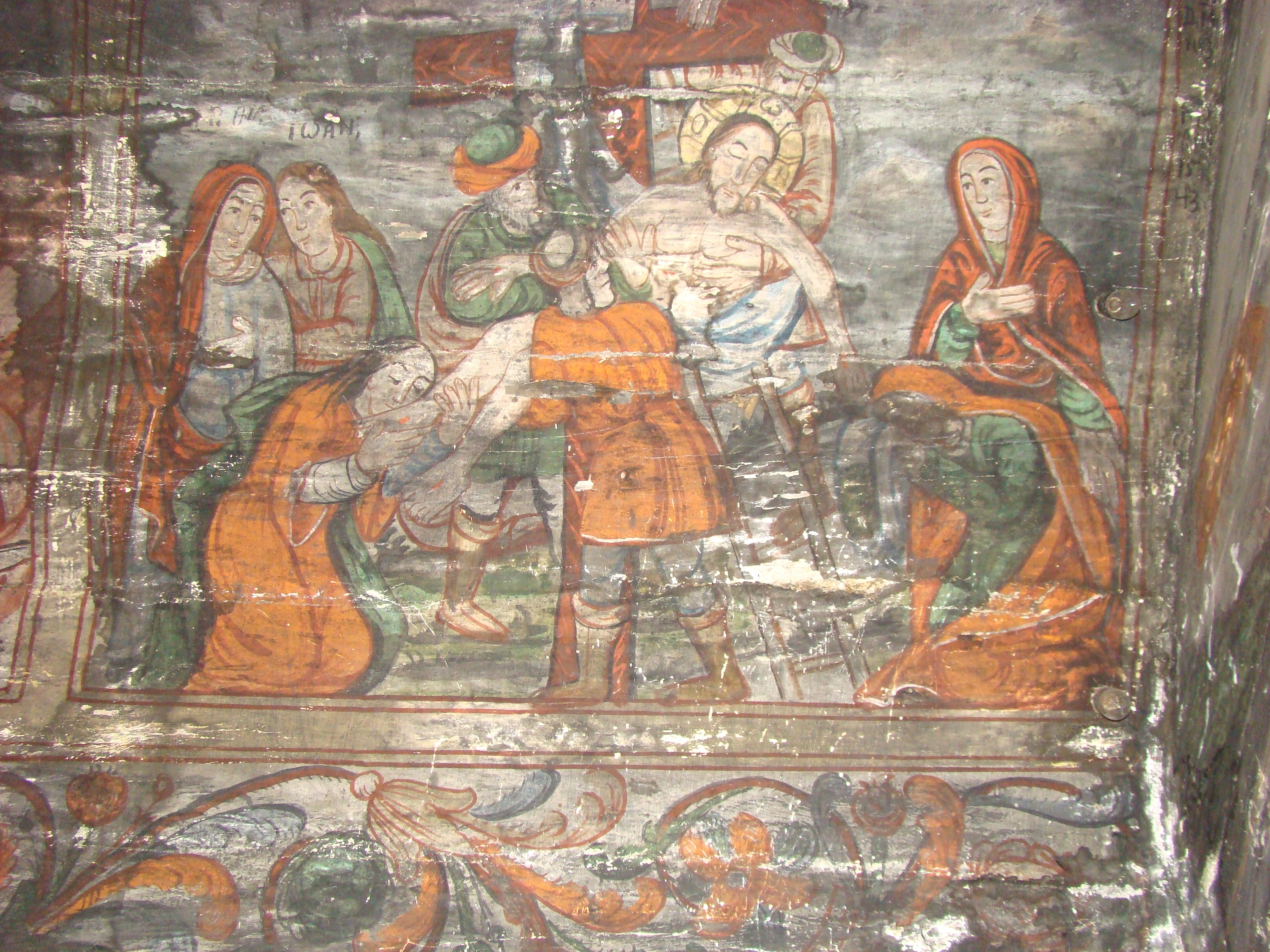
Coborârea de pe cruce
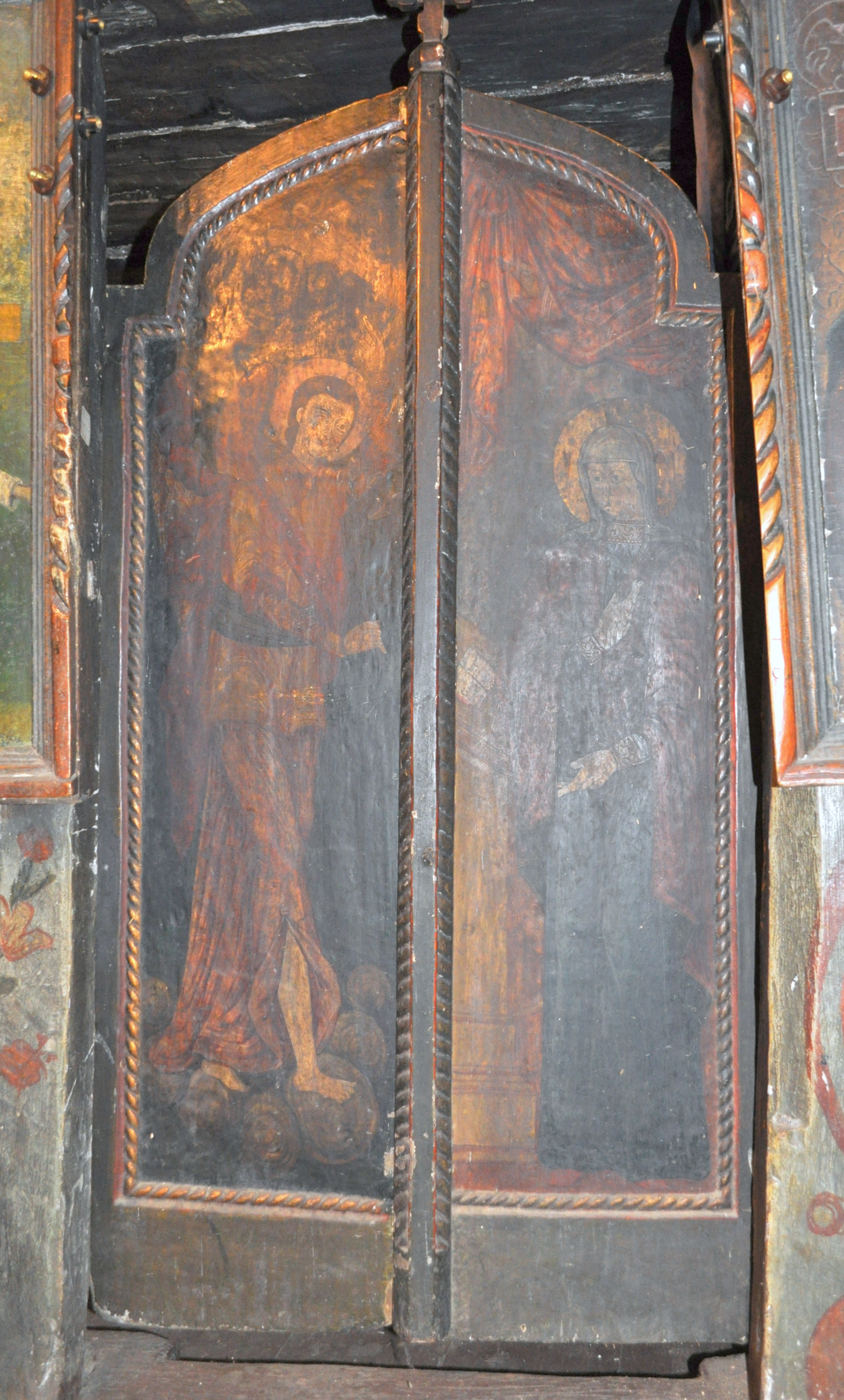
Uşile împărăteşti: Buna Vestire
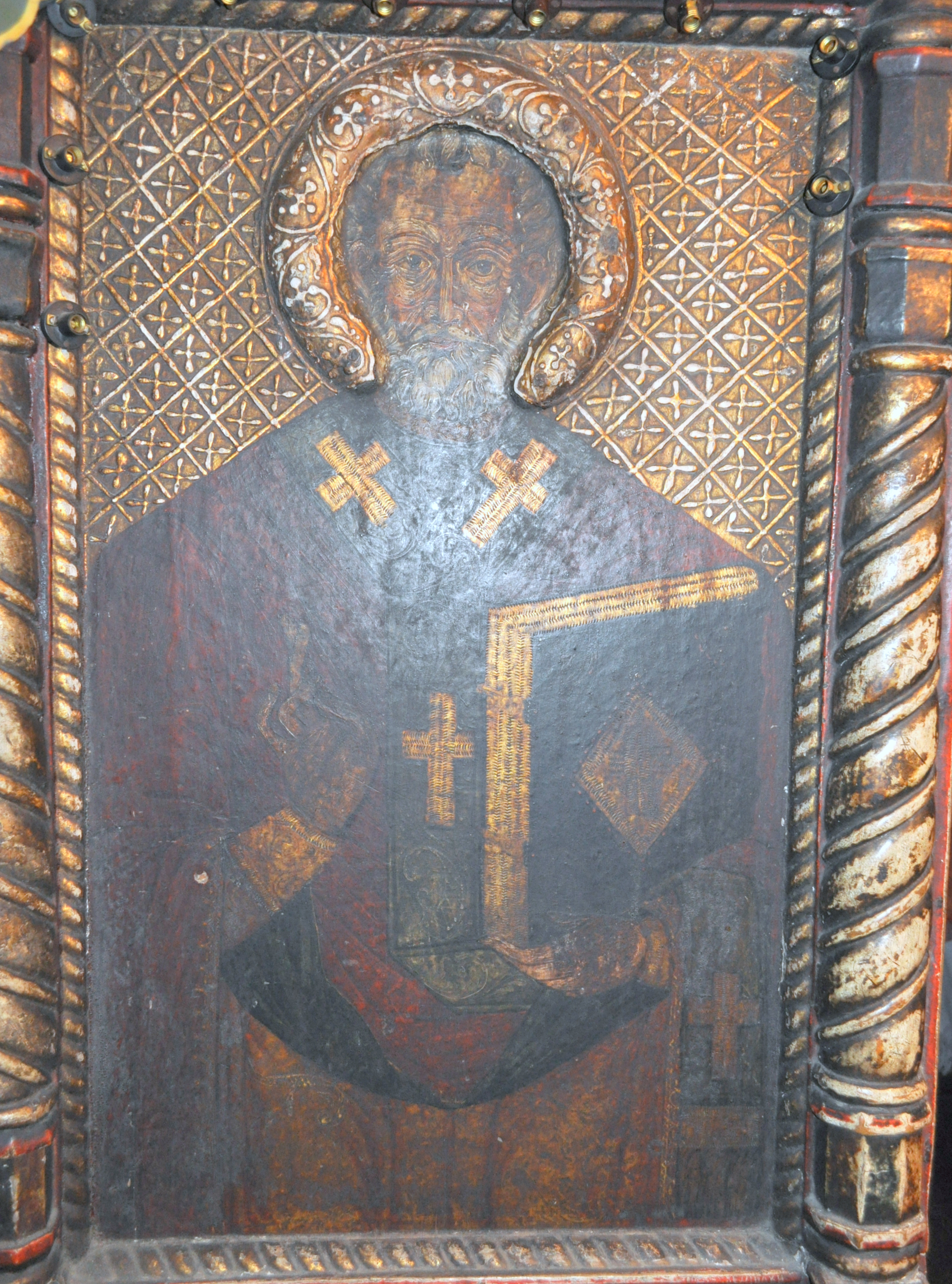
Sfântul Nicolae
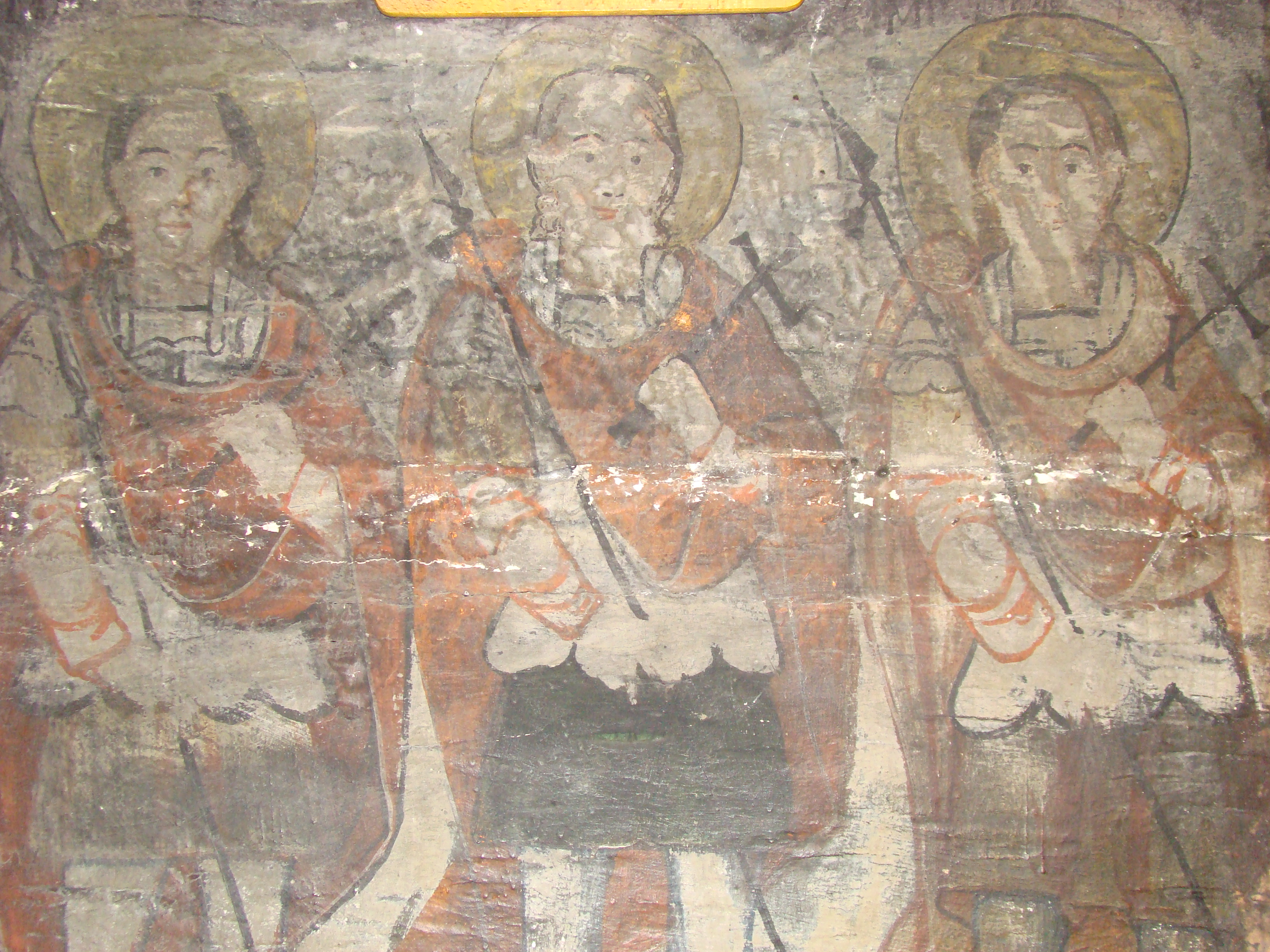
Detaliu din friza sfinţilor mucenici

Pictura bisericii de lemn de la Brusturi se încadrează tot în repertoriul dezvoltat de Ioan Pop, care realizează la începutul secolului al XIX-lea și icoanele împărătești. Dintr-un foarte dens ansamblu iconografic, multe scene au pierdut fizic din substanța originară; grund și culoare au fost deteriorate ireversibil și pictură de cea mai bună calitate stilistică este spălată în continuare de ploi.
Din ansamblul iconostasului se pot vedea Scena Răstignirii și Registrul Apostolilor, grupați câte doi sub aceiași arcadă. Apostolii, martori ai vieții lui Hristos, au misiunea universală de a duce mai departe mesajul celui care va învia. De aici importanța reprezentării lor pe iconostas. Pe boltă imagini disparate din viața lui Isus - Spălarea picioarelor, Cina cea de Taină, ciclul Patimilor alternează cu desenul decorului floral exuberant. Pe pereții naosului, șirul de mucenici, iar în pronaos figurile de mucenițe și fecioarele înțelepte și nebune, accentuează sacrificiul pentru apărarea credinței creștine și se alătură momentului Judecății cu semnificația sa, venirea unei lumi noi. Suprafețele nu sunt plate, ci însuflețite de volume ce transpun intenții de redare a tridimensionalității. Cromatica este dominată de roșu cu nuanțe de închis-deschis. Toate calitățile limbajului plastic sunt afirmate cu talentul unei personalități puternice, exemplificată și în alte biserici, recunoscute ca realizări ale aceluiași zugrav.

Picturile murale din Biserica de lemn din Brusturi
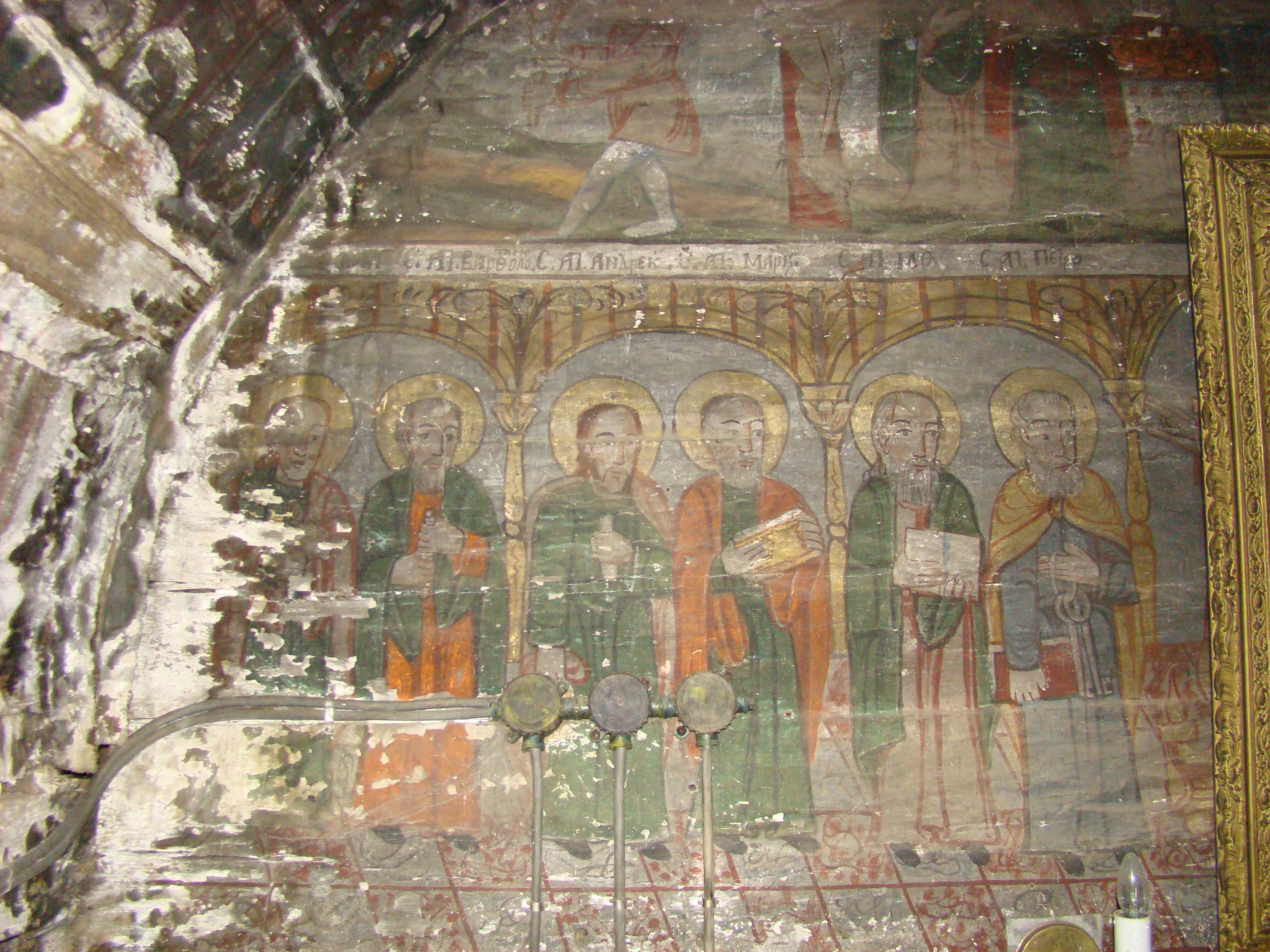
Partea stângă a iconostasului
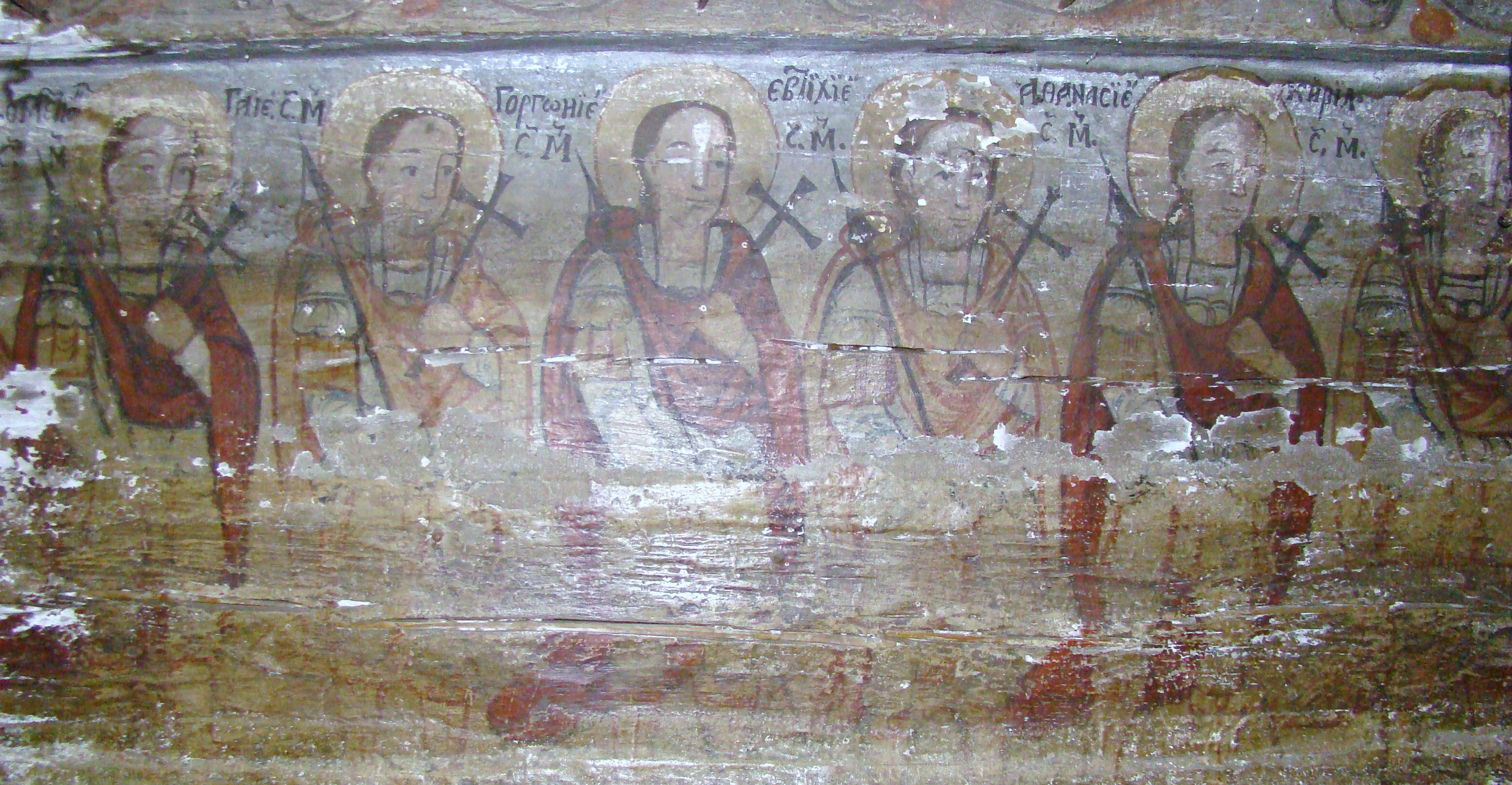
Sfinții militari
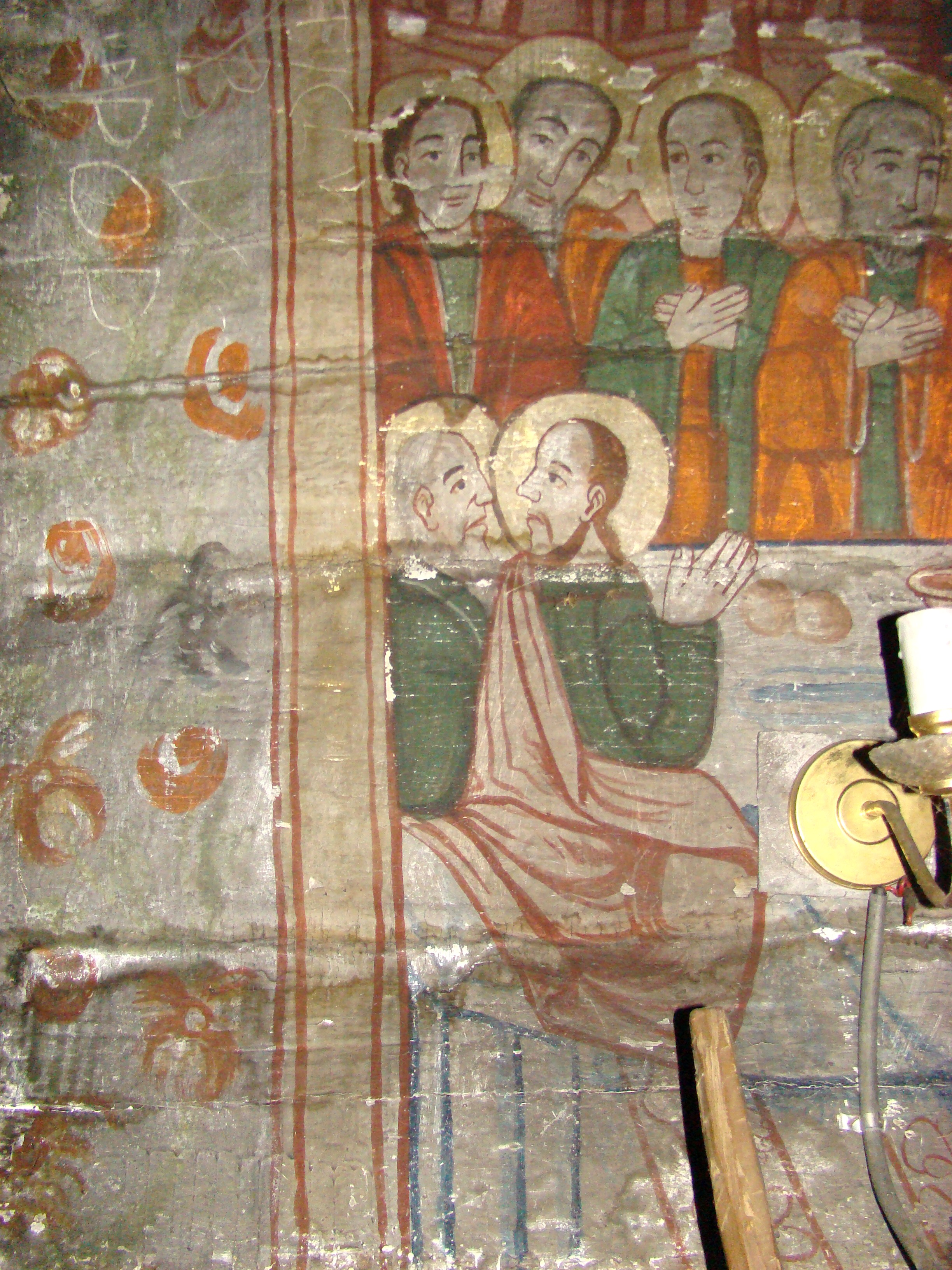
Sărutul lui Iuda
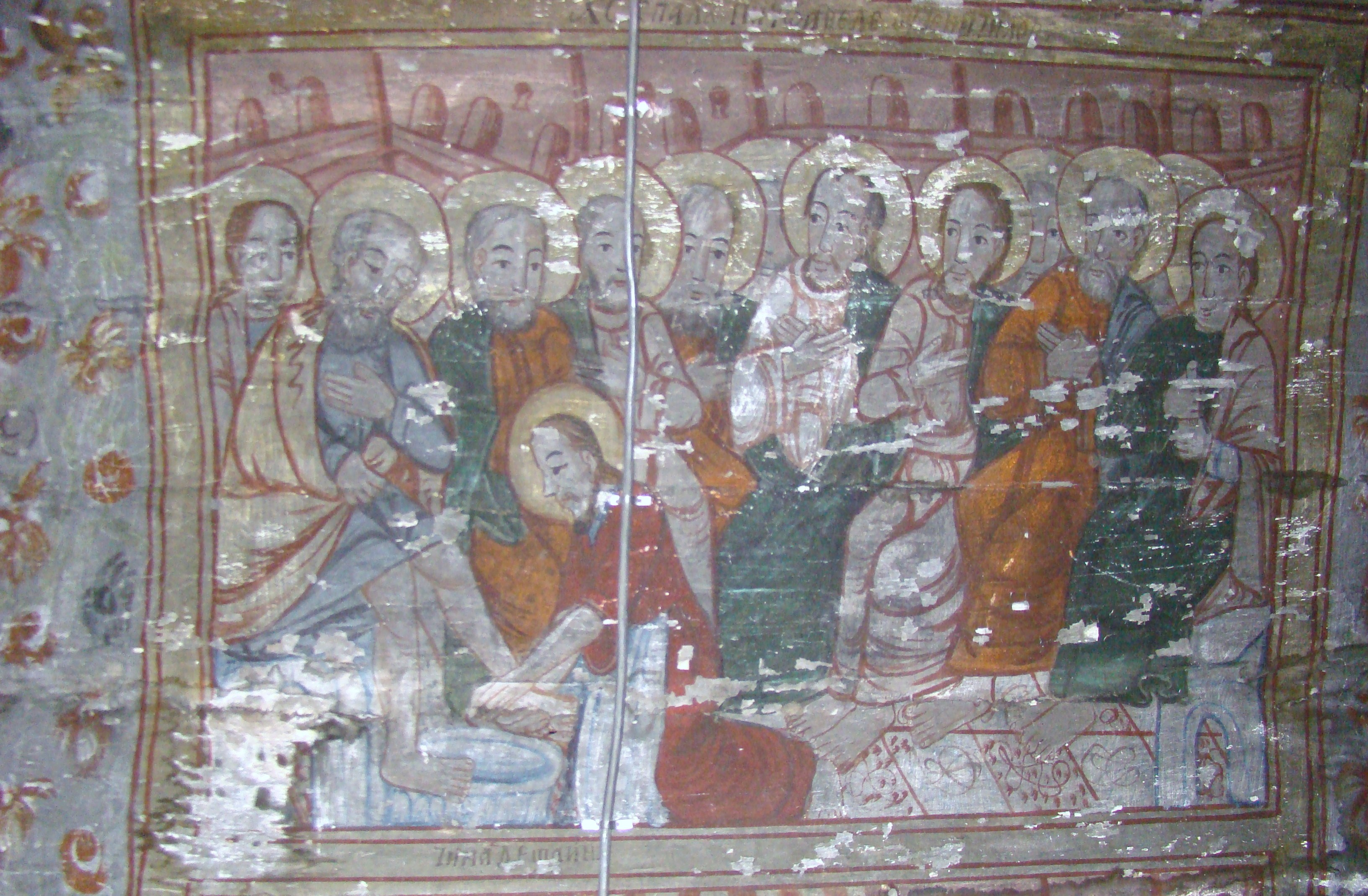
Spălarea picioarelor ucenicilor
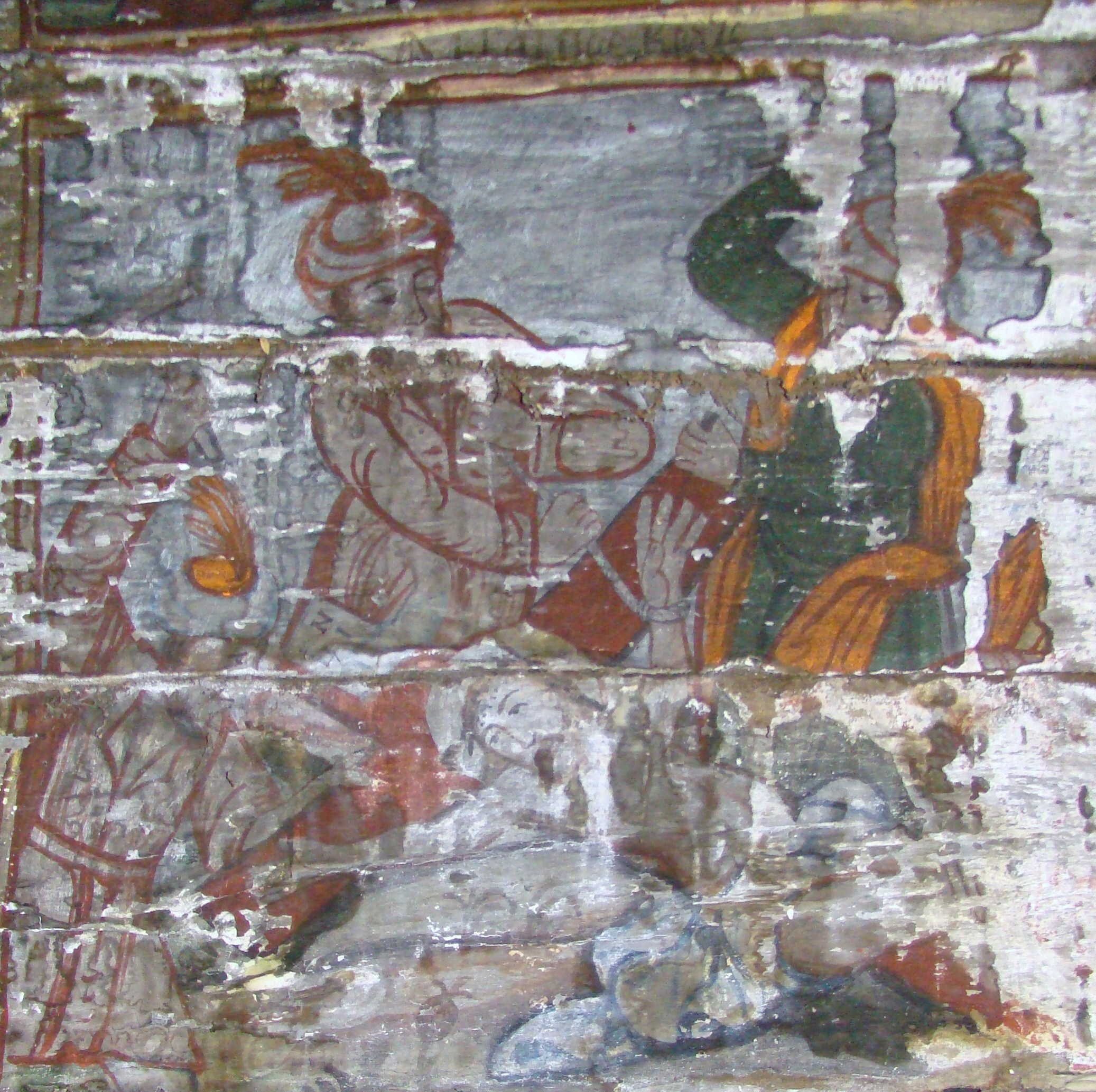
Punerea pe cruce (detaliu)

Una dintre cele mai valoroase compoziții prezumate ca fiind opera lui Ioan Pop zugravu este cea de la biserica de lemn din Racâș. Nu există nicăieri în biserică, o inscripție care să aducă numele celui care a trudit la podoaba zugrăvită. În altar, pe peretele ce-l desparte de naos, se poate citi o însemnare zugrăvită cu negru, referitoare la pictura din acel loc: „Acest sfânt oltari au plătit popa Nicolae și cu soția dumnealui Tudora, anu 1783 august 8 zile.” În acest spațiu al bisericii pictura s-a păstrat în bună măsură și prin comparație cu ceea ce există în naos și foarte redus in pronaos, se poate crede că zugrav a fost Ioan Pop din Ungurași, același care a pictat Biserica de lemn din Borza, Biserica de lemn din Păușa, Sălaj și Biserica de lemn din Brusturi. De altfel, satul său de naștere era foarte aproape de Racâș.

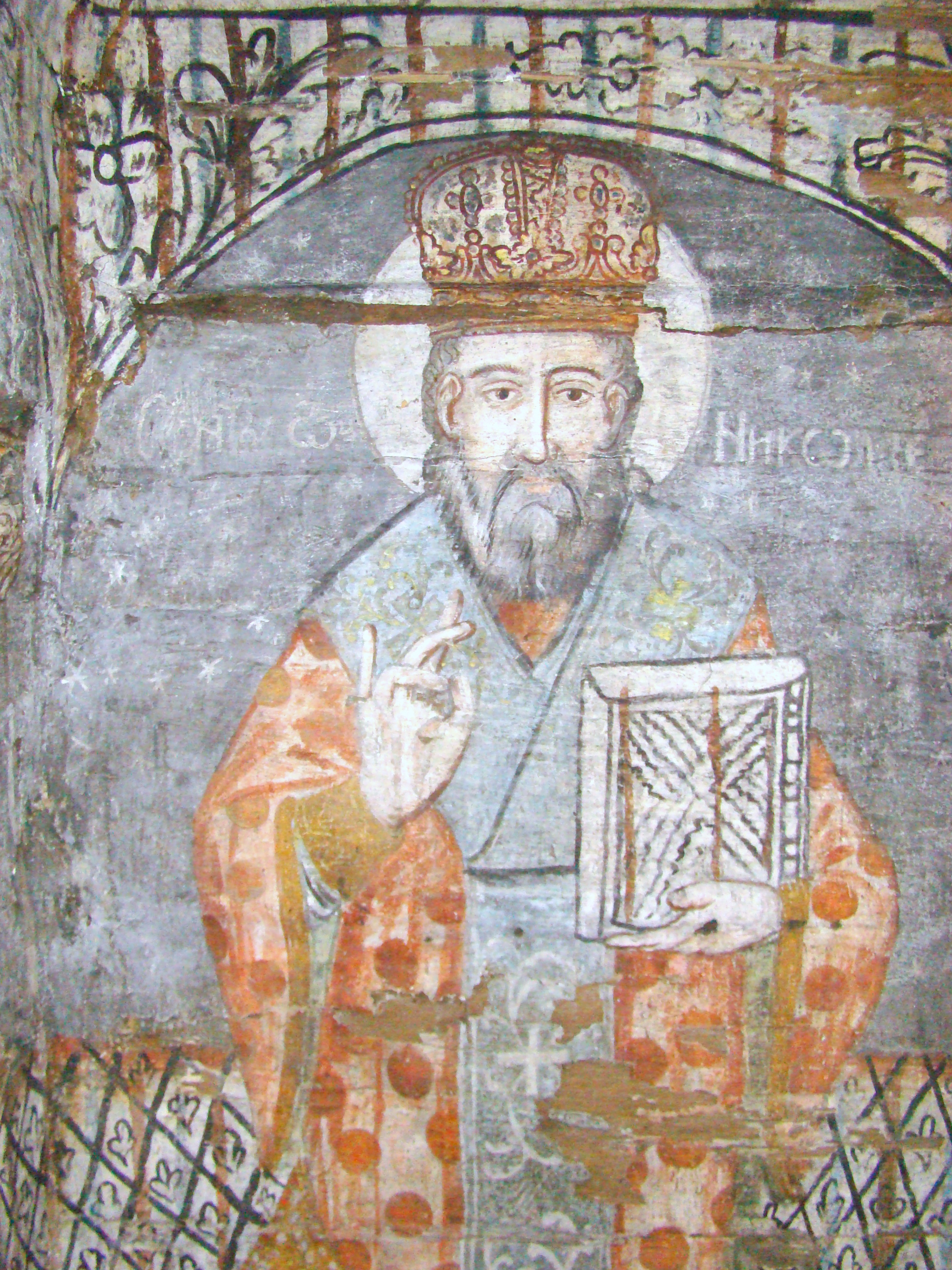
Altar: Sfinţii Ierarhi

În absida altarului de află friza Ierarhilor plasată pe pereții de sud-est, iar scena Nașterii lui Isus, pe peretele de nord. Suprafața destinată nu era mare, dar compoziția cuprinde toate personajele și ipostazele recomandate de erminie. Maica Domnului se află în centrul imaginii, ținând pruncul pe un scutec și este înconjurată de Iosif, regii, magi, păstori, iar desupra sunt îngerii și steaua ce-și trimite razele lungi. O scenă complex realizată, cu economie de mijloace în desen și culoare. În schimb, Ierarhii și Proorocii, înfățișați în arcade primii și in medalioane rotunde, ceilalți, arată toate însemnele, cu detalii de modelare a figurilor, mâinilor, veșmintelor. Tavanul este decorat cu un motiv vegetal  bogat, care închide Sfânta Troiță în centru. Ansamblul pictural al absidei se completează pe peretele vestic, deasupra golurilor de uși, cu scena Jertfei lui Isaac, zugrăvită de asemenea cu puțină culoare și mult desen.

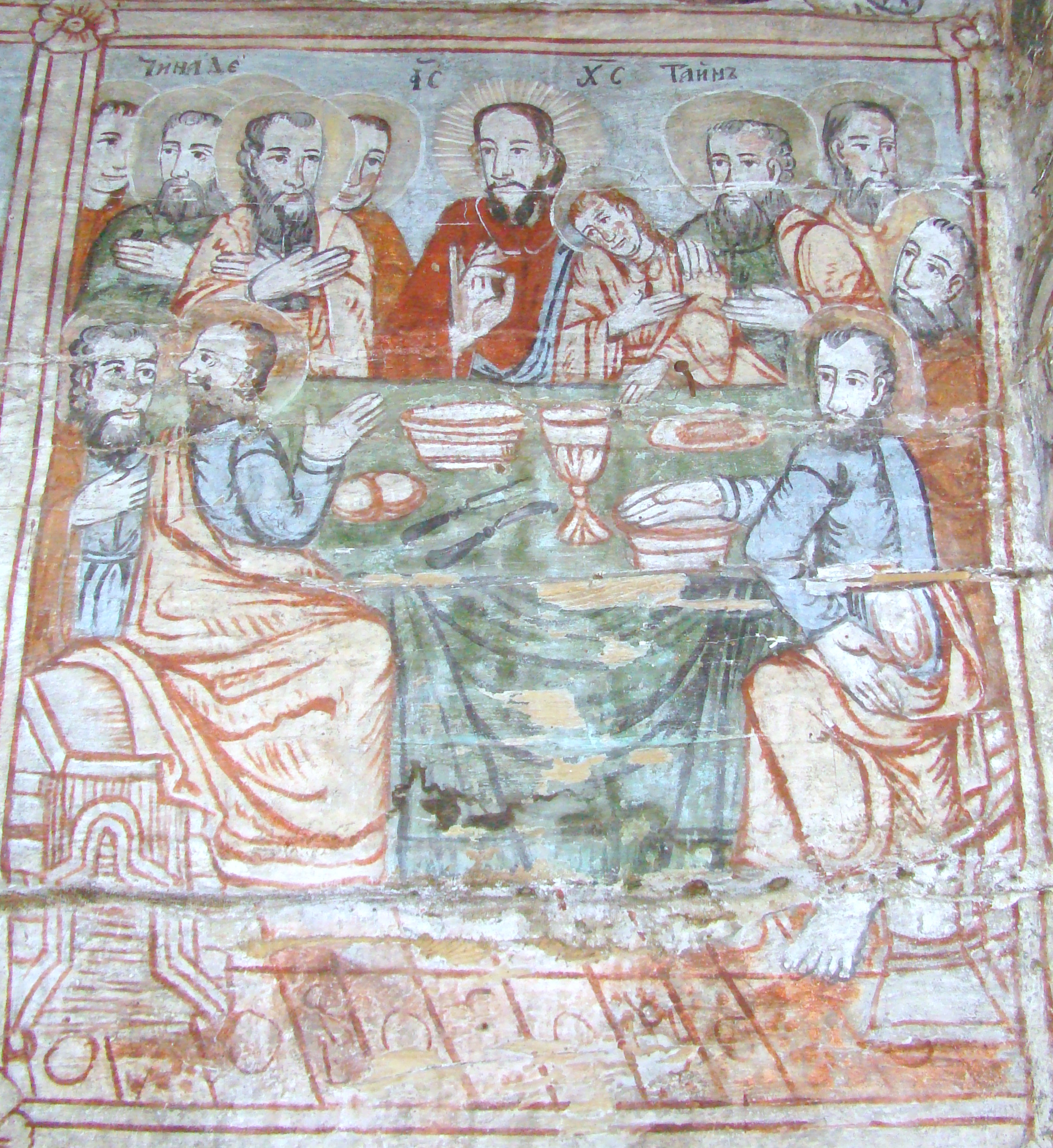
Cina cea de taină

Naosul desfășoară spațiul cel mai generos pentru decorul mural. Bolta cuprinde în ax o compoziție decorativă, pe Isus Pantocrator, imaginea celor 4 vânturi, pe care le păzesc îngerii, după care se succed pe poalele bolții, scene din viața lui Isus și din Patimi: Botezul, Rugăciunea lui Isus, Samariteanca la fântână, Spălarea picioarelor ucenicilor săi, Cina cea de Taină. O parte din pictura bolții a fost distrusă, iar partea spre pronaos, dispărută. Pereții de nord si sud prezintă mucenicii, într-un ritm vertical al siluetelor tăiat de cel pe diagonală al sulițelor. Figurile prelungite pe care zugravul le-a creat ca model al său arată un desen ferm al componentelor feței, fără distorsuni. Cu aceeași grijă sunt desenate mâinile și părți ce compun costumul militar specific. Uniformitatea nu a putut fi evitată, toți sunt la fel.
Pronaosul orb, fără ferestruicile tăiate în bârnele navei și altarului, a păstrat fragmente din ilustrarea Parabolei fecioarelor cuminți si nebune. Fetele cuminți sunt subtituite de mironosițe și în consecință au caracteristicile lor de înfățișare. Diferența între cele două grupuri este făcută prin îmbrăcăminte, atitudine, poziția candelelor. Mironosițele au un costum colorat, sunt acoperite și au o ținută oarecum rigidă: celelate au fost reprezentate printr-un desen simplu, în ocru, neacoperite, cu părul desfăcut, fără cruci în mâini, fără aureole. Gestica lor diferită însă, ca și desenul accentuat al rochiilor pe trup, relevă ușurința cu care zugravul a schimbat registrul de exprimare.

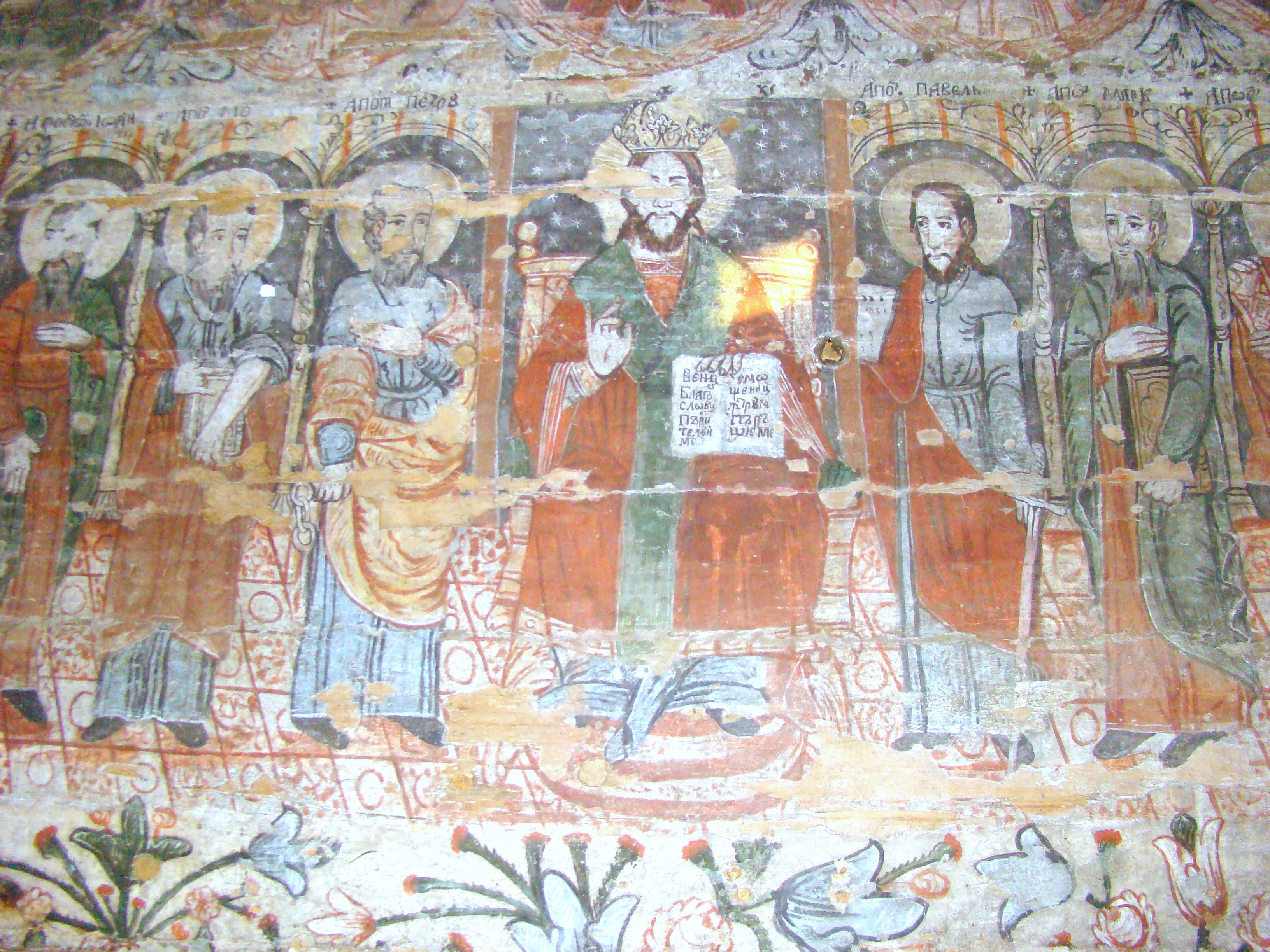
Iisus, mare arhiereu, înconjurat de apostoli

Pe peretele ce desparte nava de altar s-au pictat scenele specifice iconostasului. Acesta se desfășoară amplu, chiar dacă registrul icoanelor prăznicare nu există. În schimb, după imaginea Răstignirii, continuă friza de medalioane cu prooroci, iar sub ei – Apostolii. În scena plasată în partea cea mai de sus, perspectiva lineară a accentuat două rânduri ale schemei compoziționale: cetatea Ierusalimului cu bisericile sale, peste care se suprapune parțial ceea ce se întâmplă în față – cele trei răstigniri. Crucile și personajele intersectează pe vertical spațiul, obținându-se un efect de înălțare. Friza cu Apostoli a fost tratată cu atenție deosebită. Plasați între arcade desenate fin, cu ramuri decorative ce ies din colonete, apostolii exprimă mândria lor de ucenici și continuatori ai acțiunilor inițiate și practicate de învățătorul lor. Diferențiați prin vârstă și rol, acestea se exprimă prin atitudinea creată pentru fiecare, poziția mâinilor, cromatica mantiilor. Această friză sugerează eleganță, în primul rând la nivelul ideii și apoi la concretețea mijloacelor de expresie.

Picturile murale din Biserica de lemn din Racâș
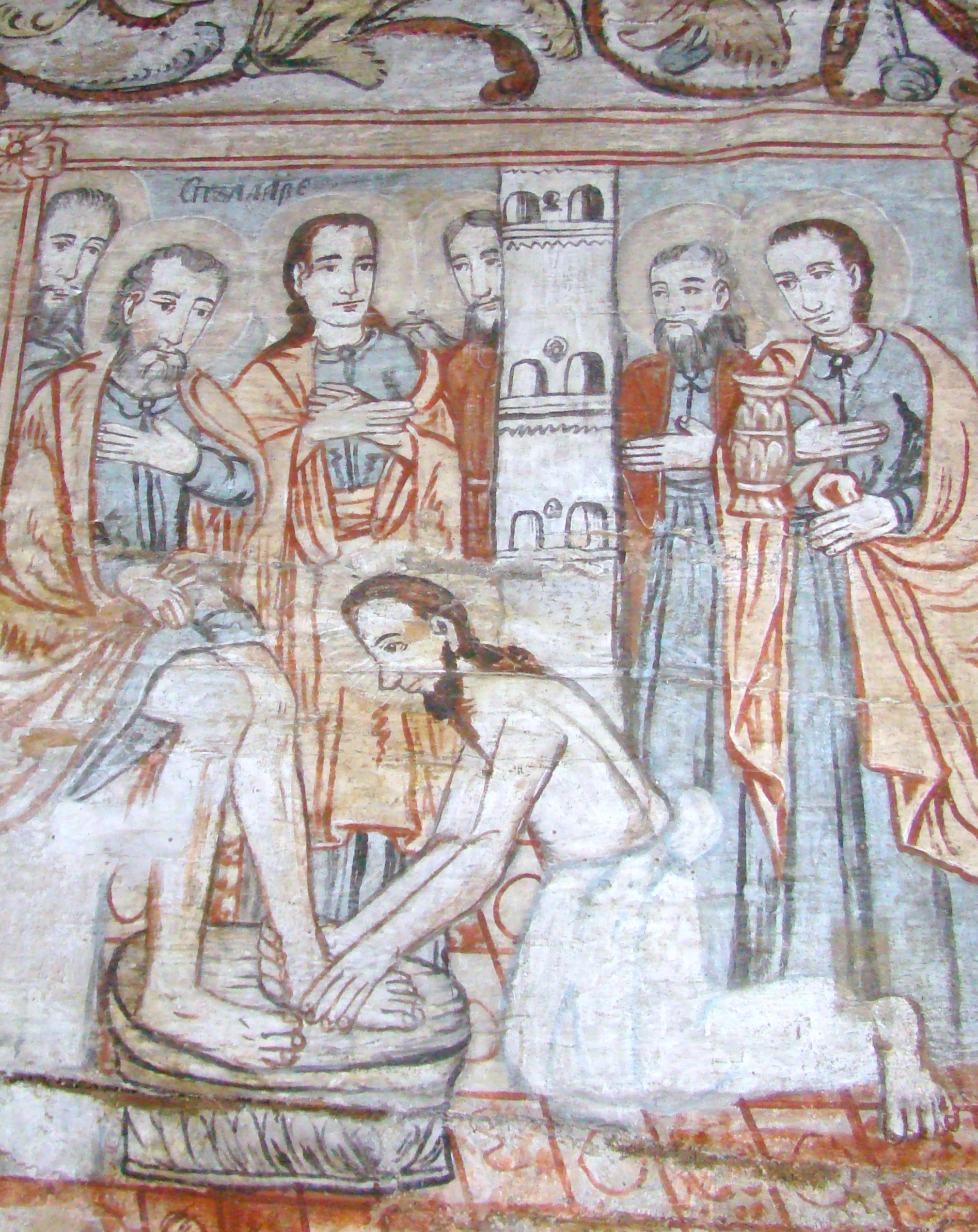
Spălarea picioarelor
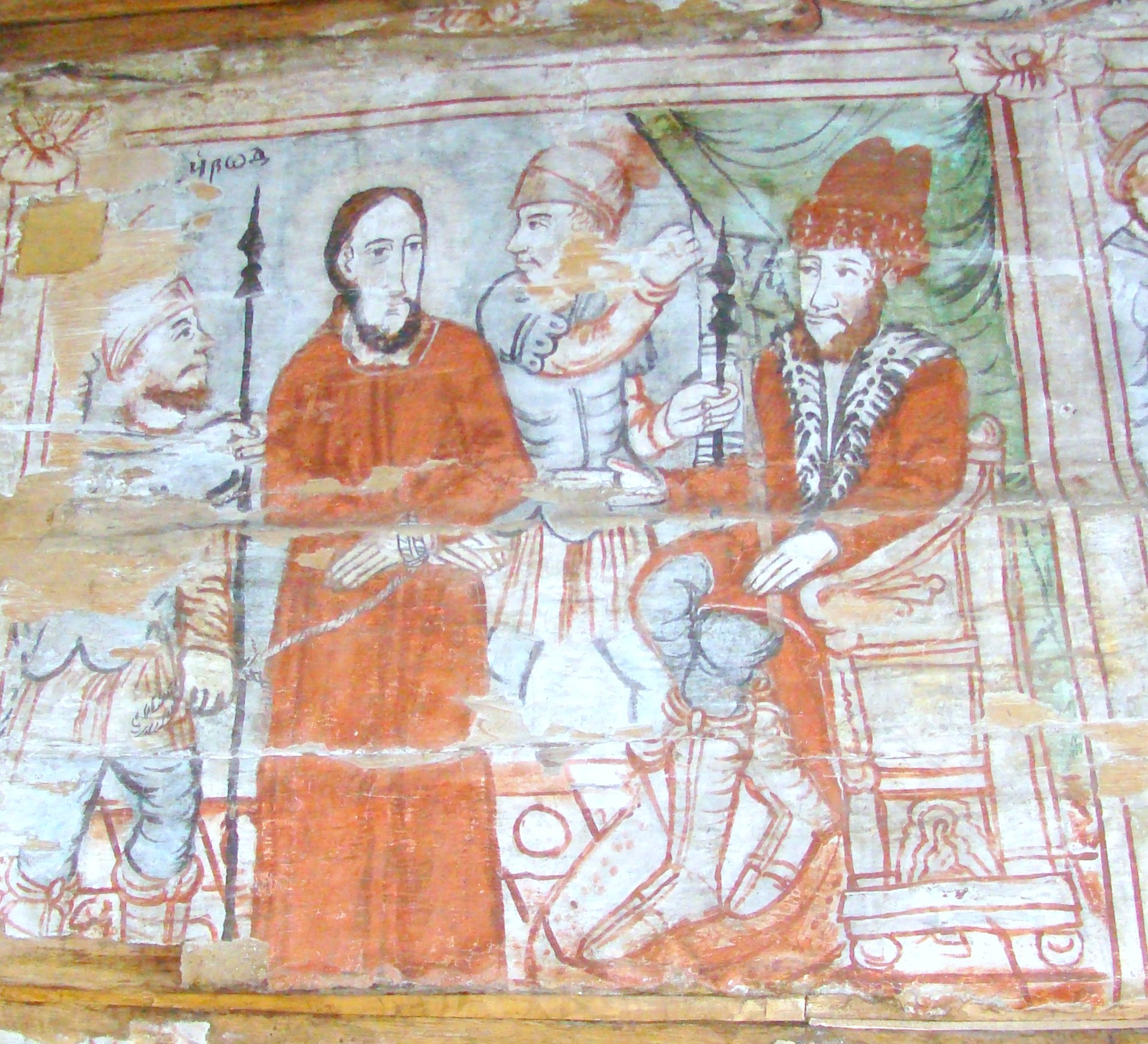
Iisus adus înaintea lui Irod
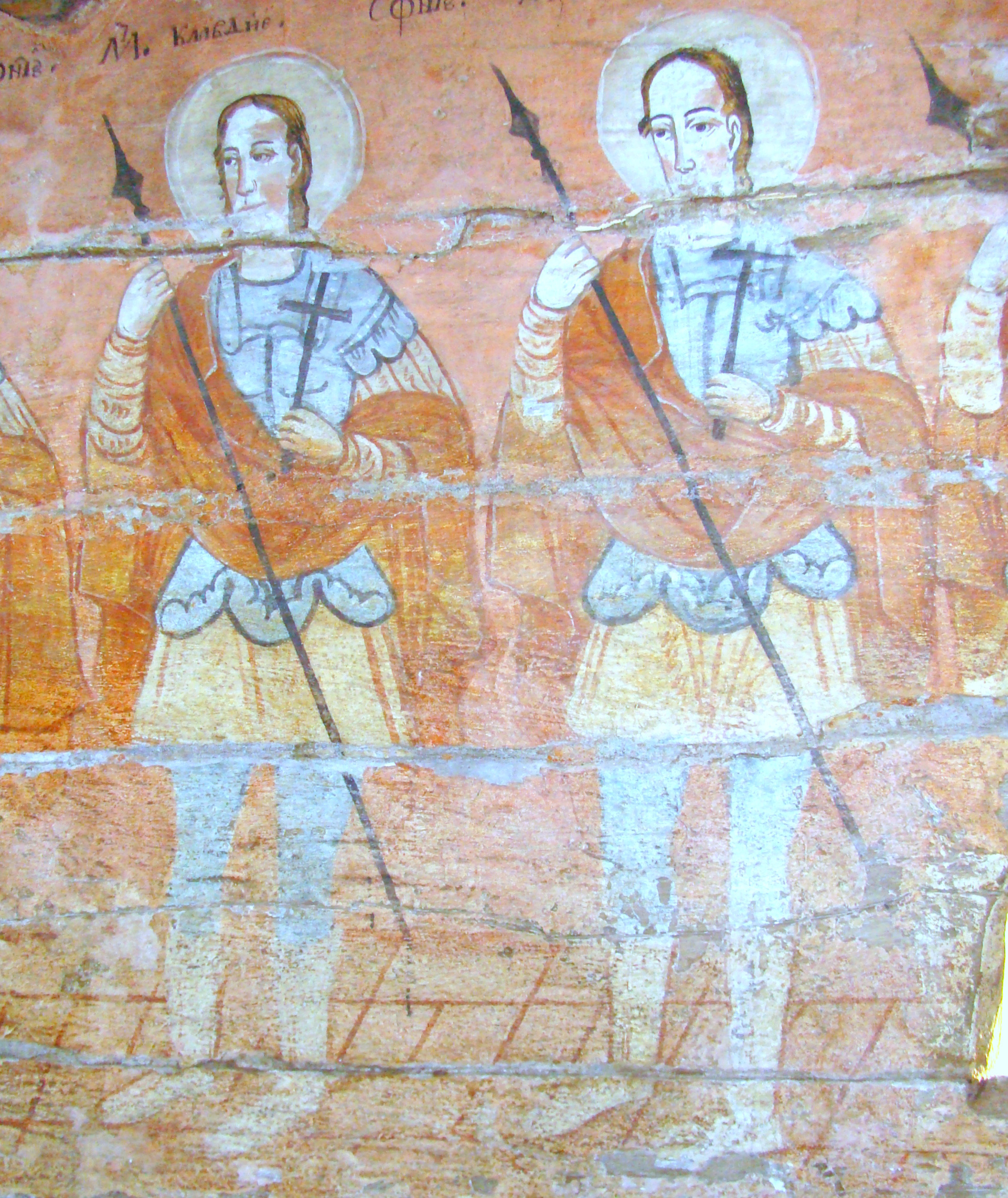
Sfinți mucenici
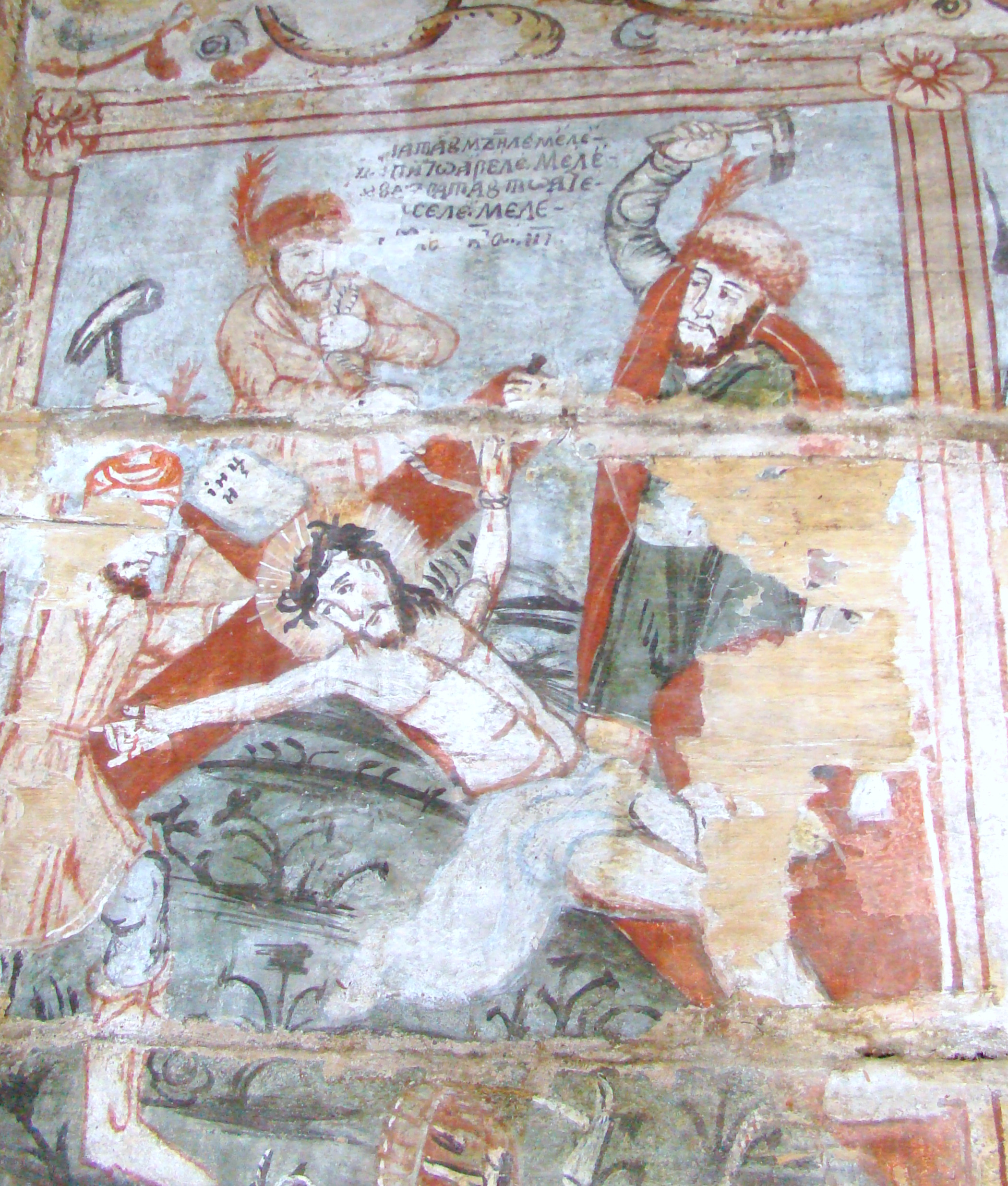
Punerea pe cruce
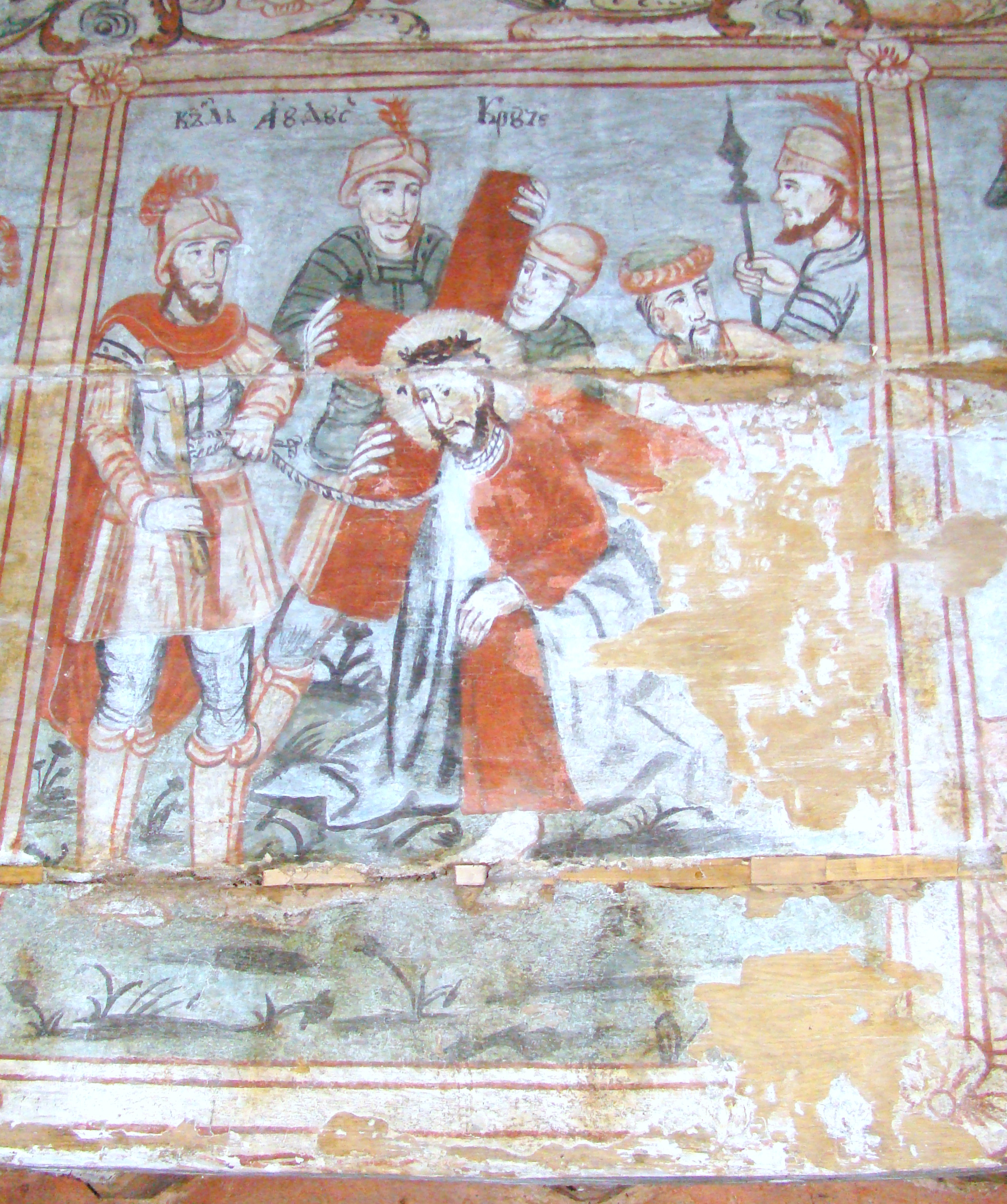
Iisus ducând crucea
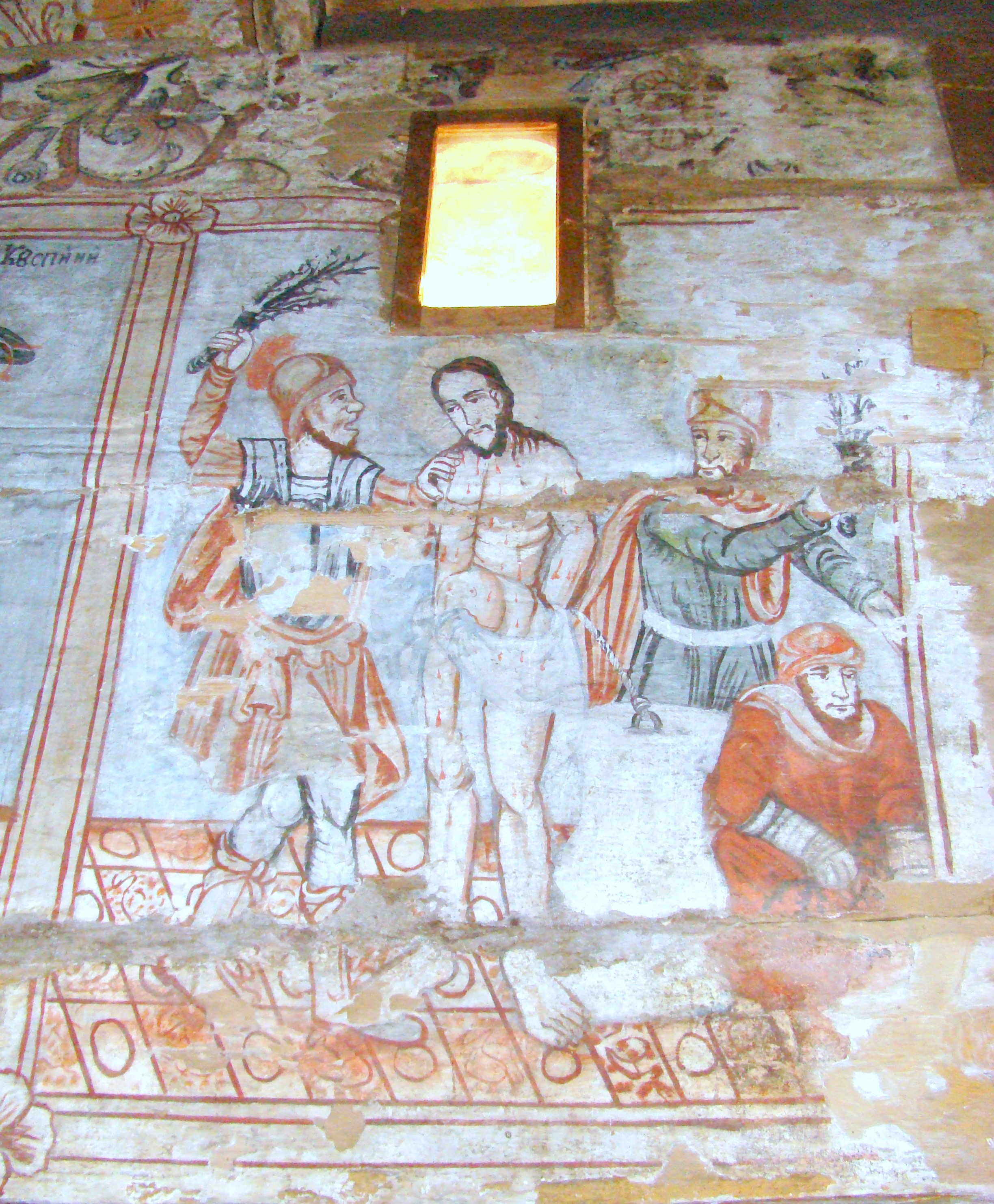
Flagelarea lui Iisus
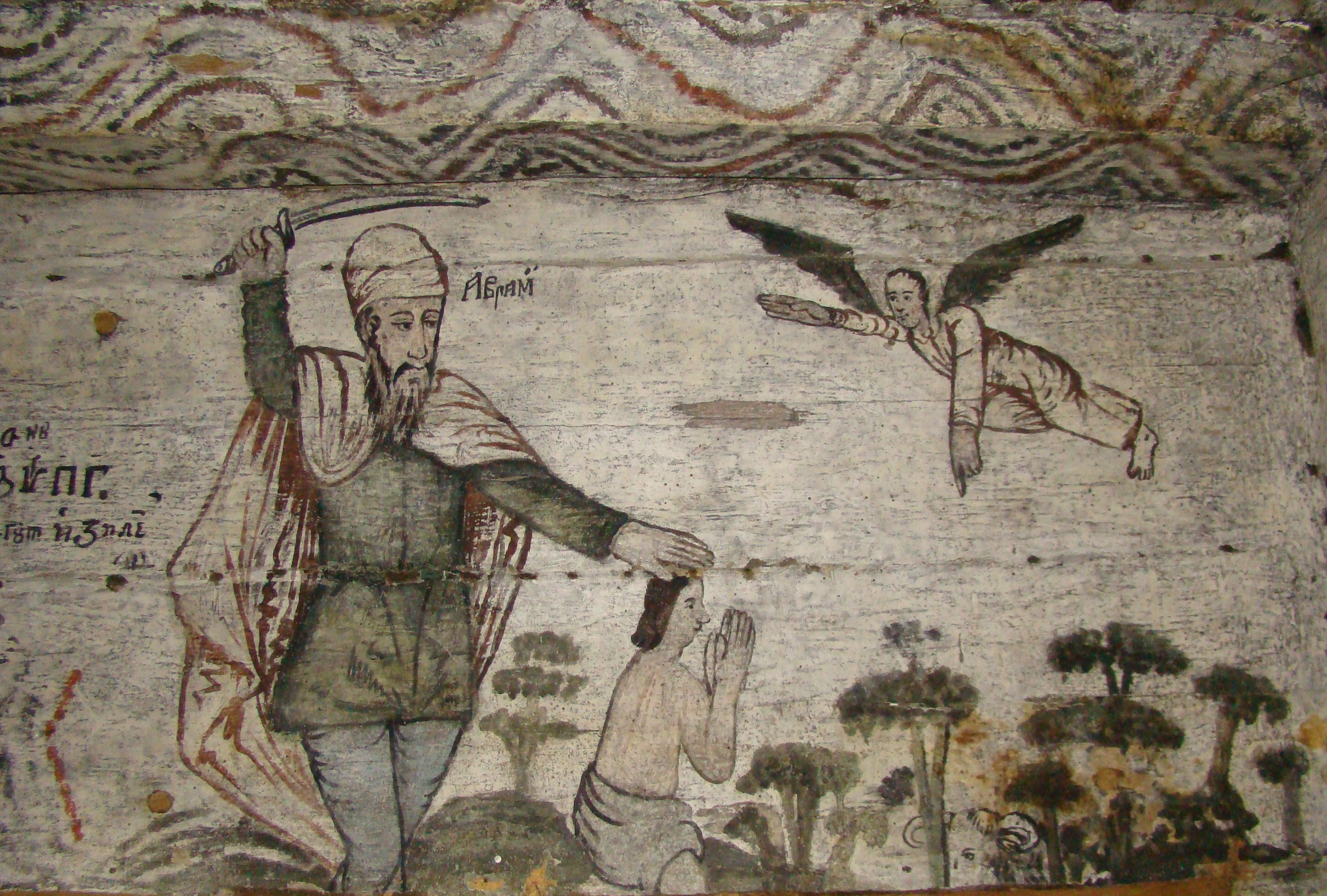
Jertfa lui Avraam

În ordine cronologică, una dintre ultimele creații păstrată până în zilele noastre, este cea de la biserica de lemn din Răstolțu Deșert. Anul realizării picturii murale este 1810, menționat în pisania păstrată fragmentar pe iconostas. Pictura s–a păstrat în altar (chipuri de prooroci, Sfinții Părinți), pe bolta naosului, acolo unde se afla inițial biserica bărbaților (teme din ciclul hristologic: Punerea pe cruce, Cina cea de Taină, Evangheliștii) și în pronaos.

Picturile murale din Biserica de lemn din Răstolțu Deșert
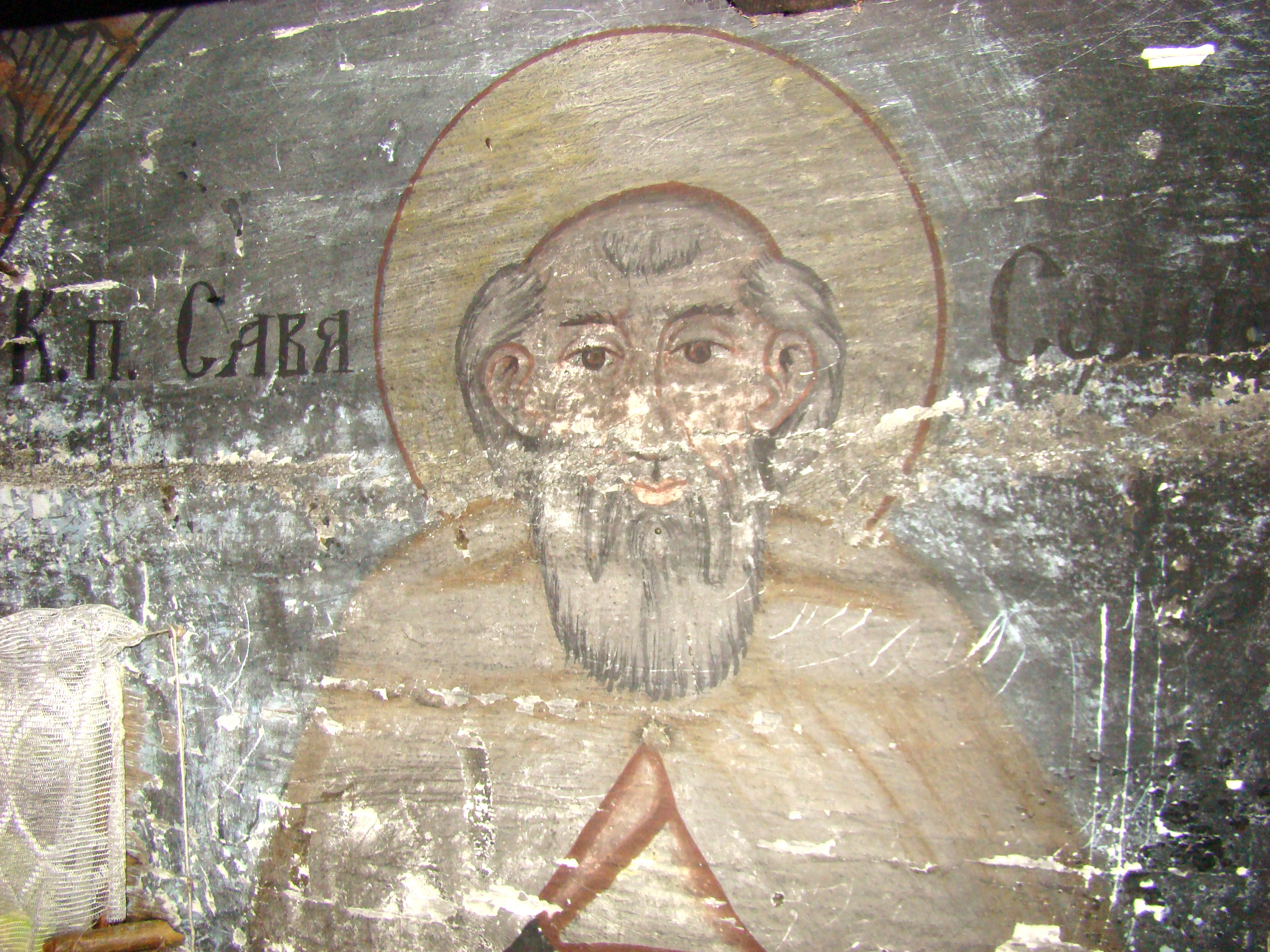
Absida altarului: Sfântul Sava
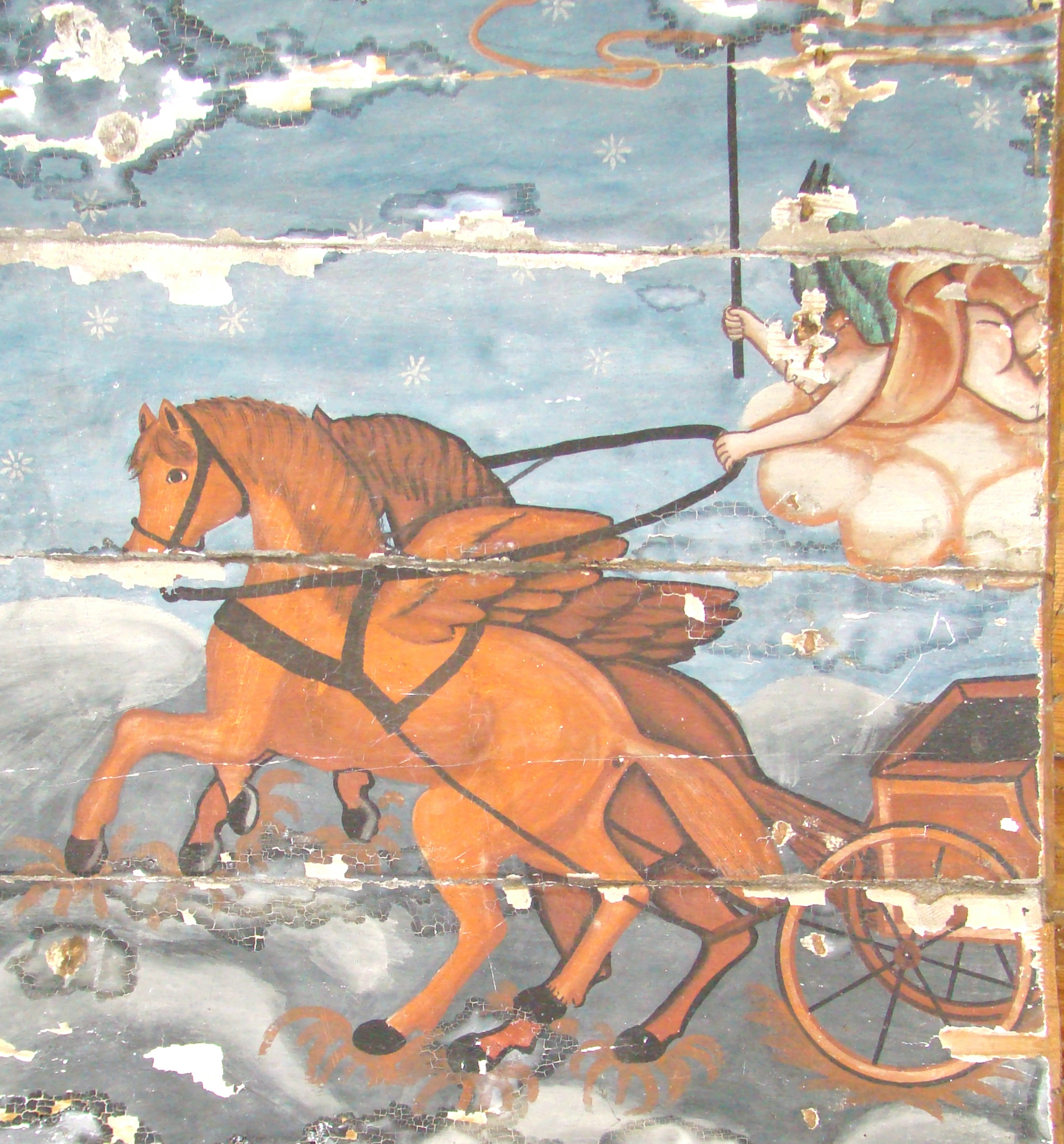
Sfântul Ilie ridicat la cer în carul de foc
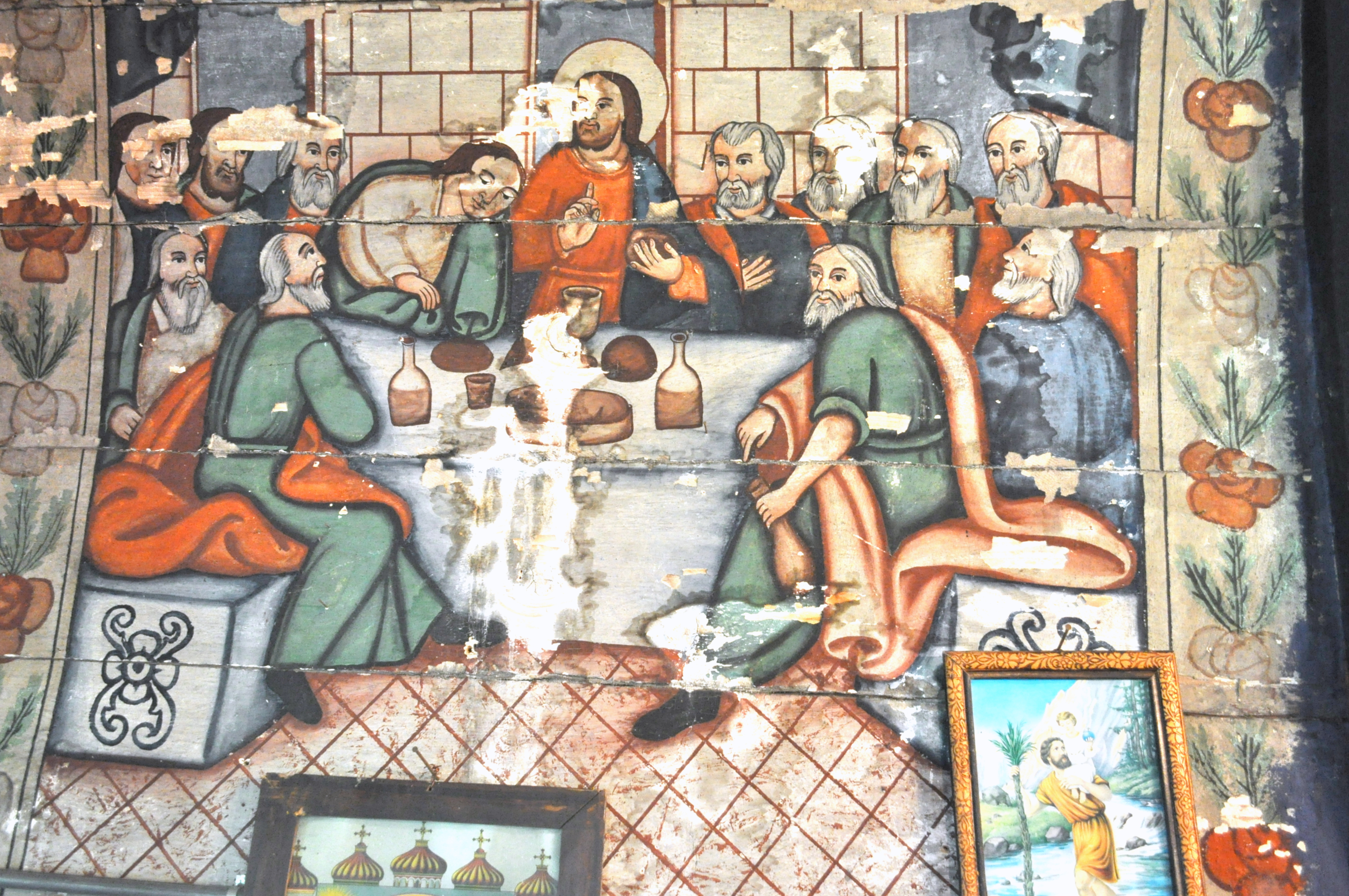
Cina cea de taină
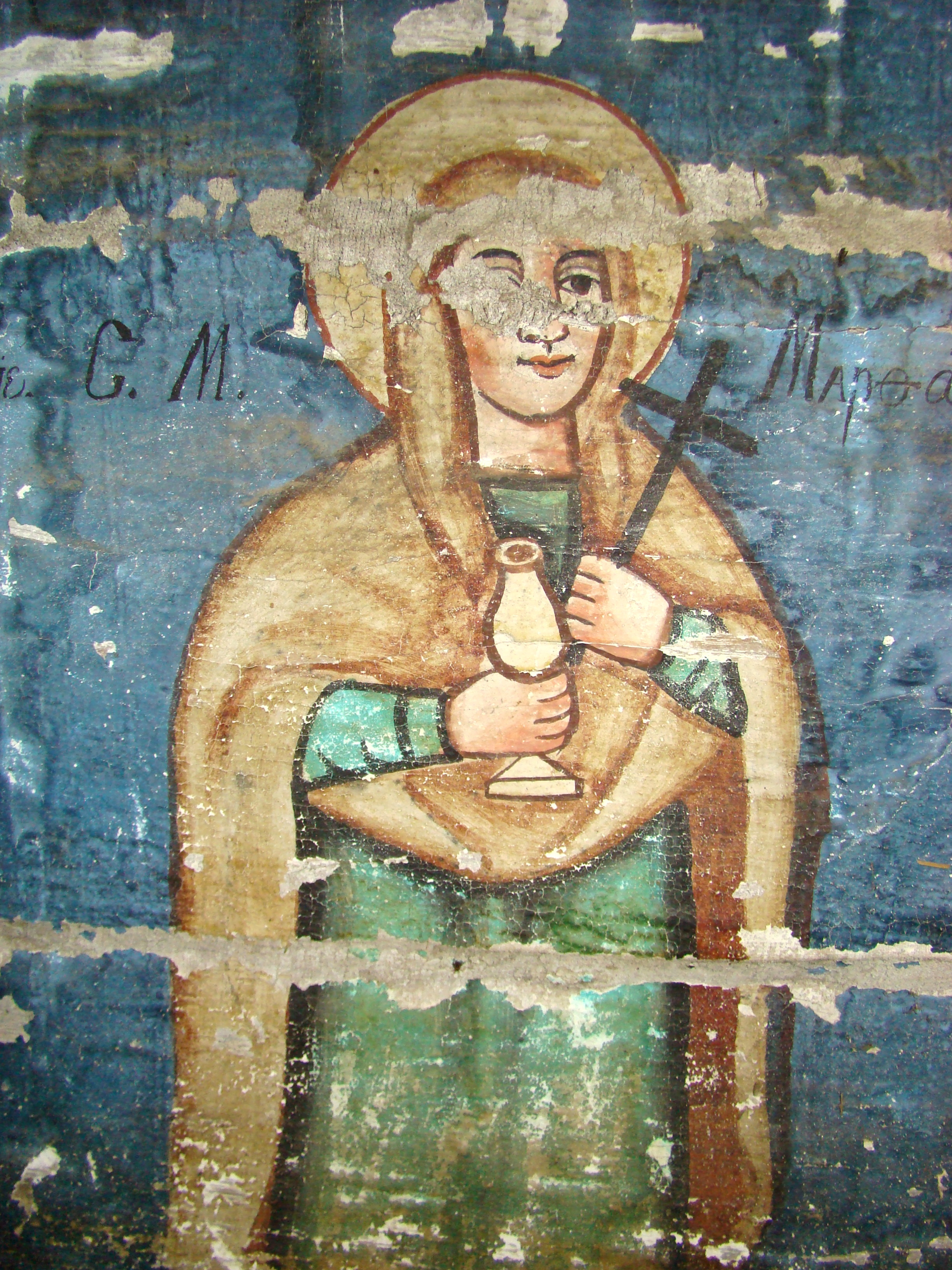
Muceniţă
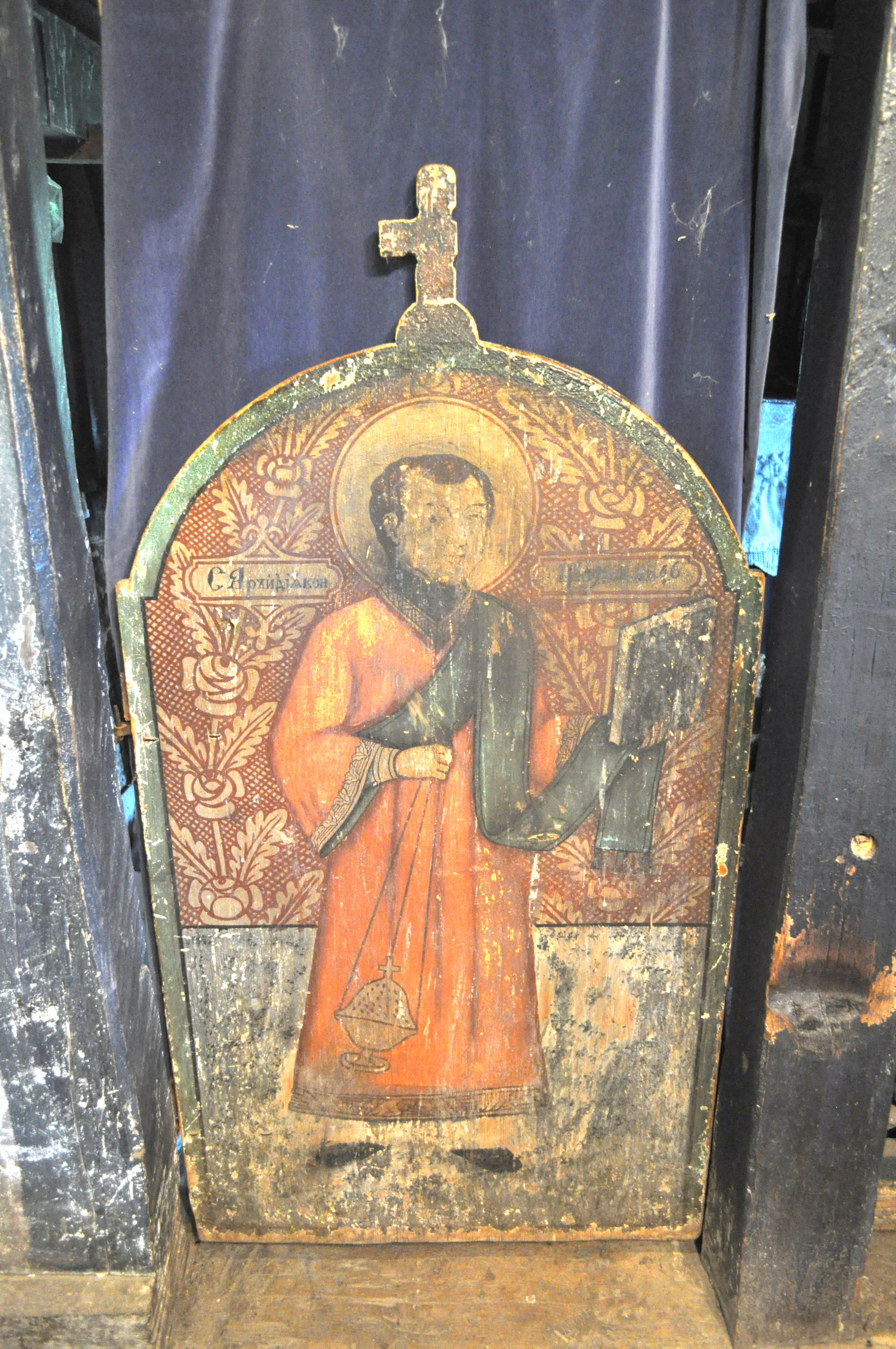
Uşă diaconească

Cu doi ani mai devreme, Ioan Pop zugravul pictase și în județul învecinat, Cluj. Biserica din Apahida a fost pictată în anul 1808, pictură în ulei pe pânză. Din păcate pictura prezintă un grad avansat de degradare și se mai distinge doar într-o mică parte a bisericii.

Picturile murale din Biserica de lemn din Apahida
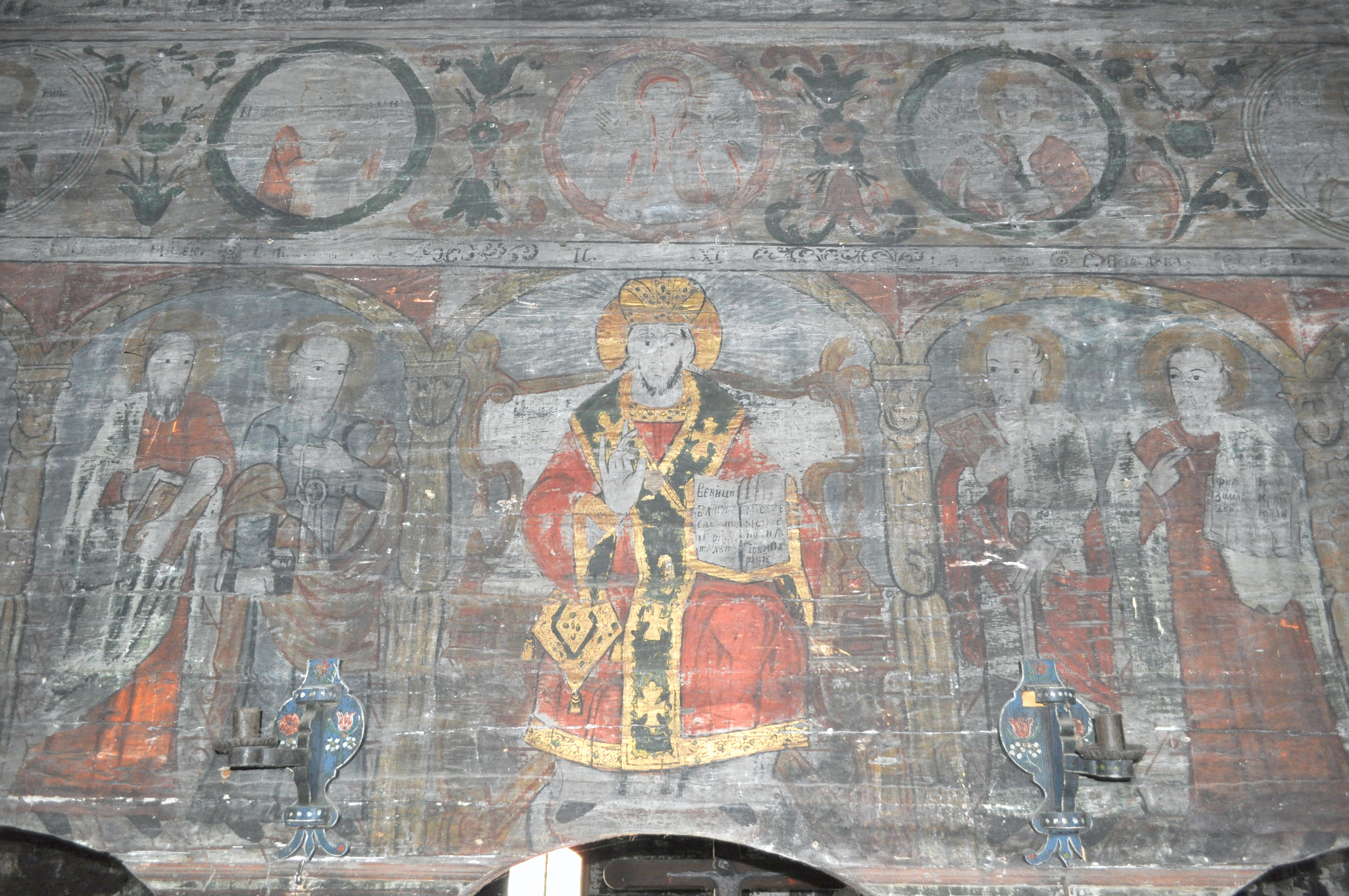
Iconostasul (detaliu)
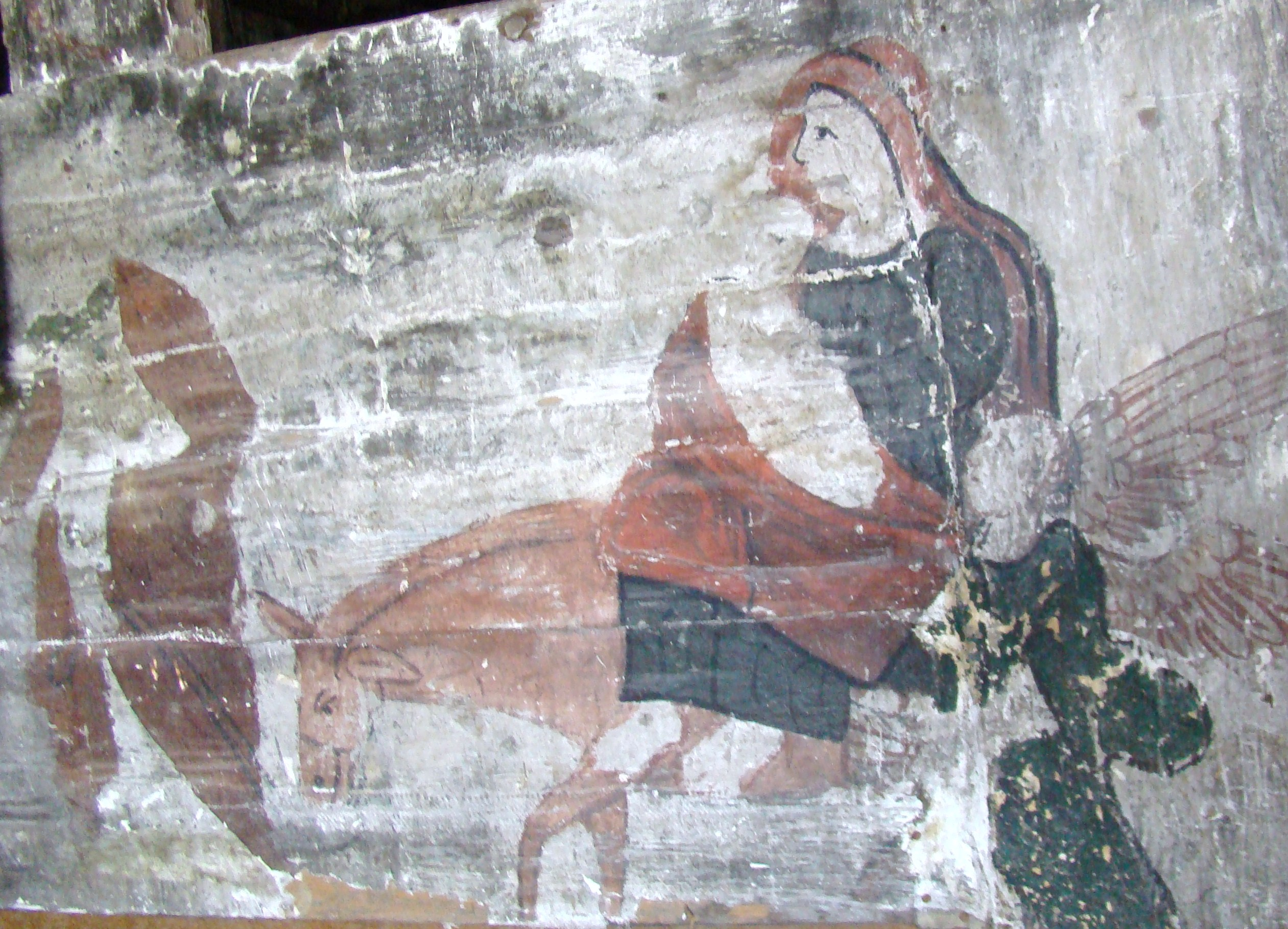
Fuga în Egipt - Duminica după Nașterea Domnului
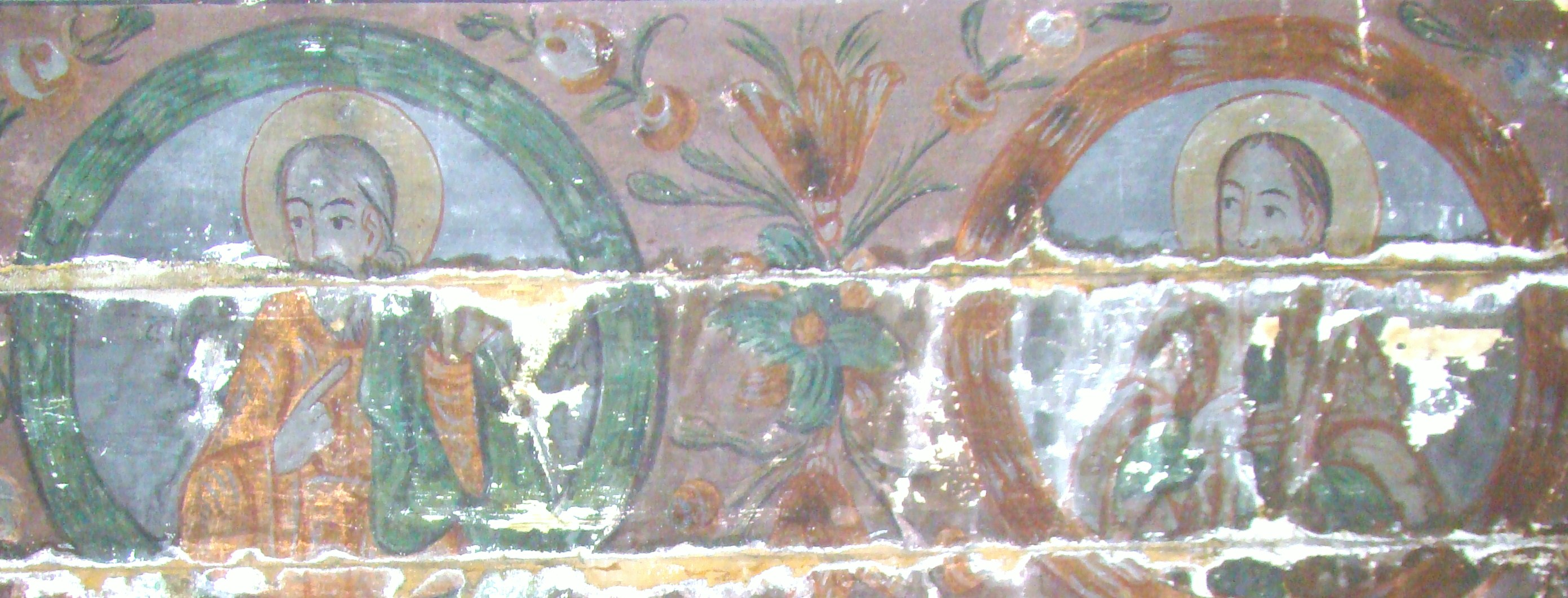
Sfinții prooroci
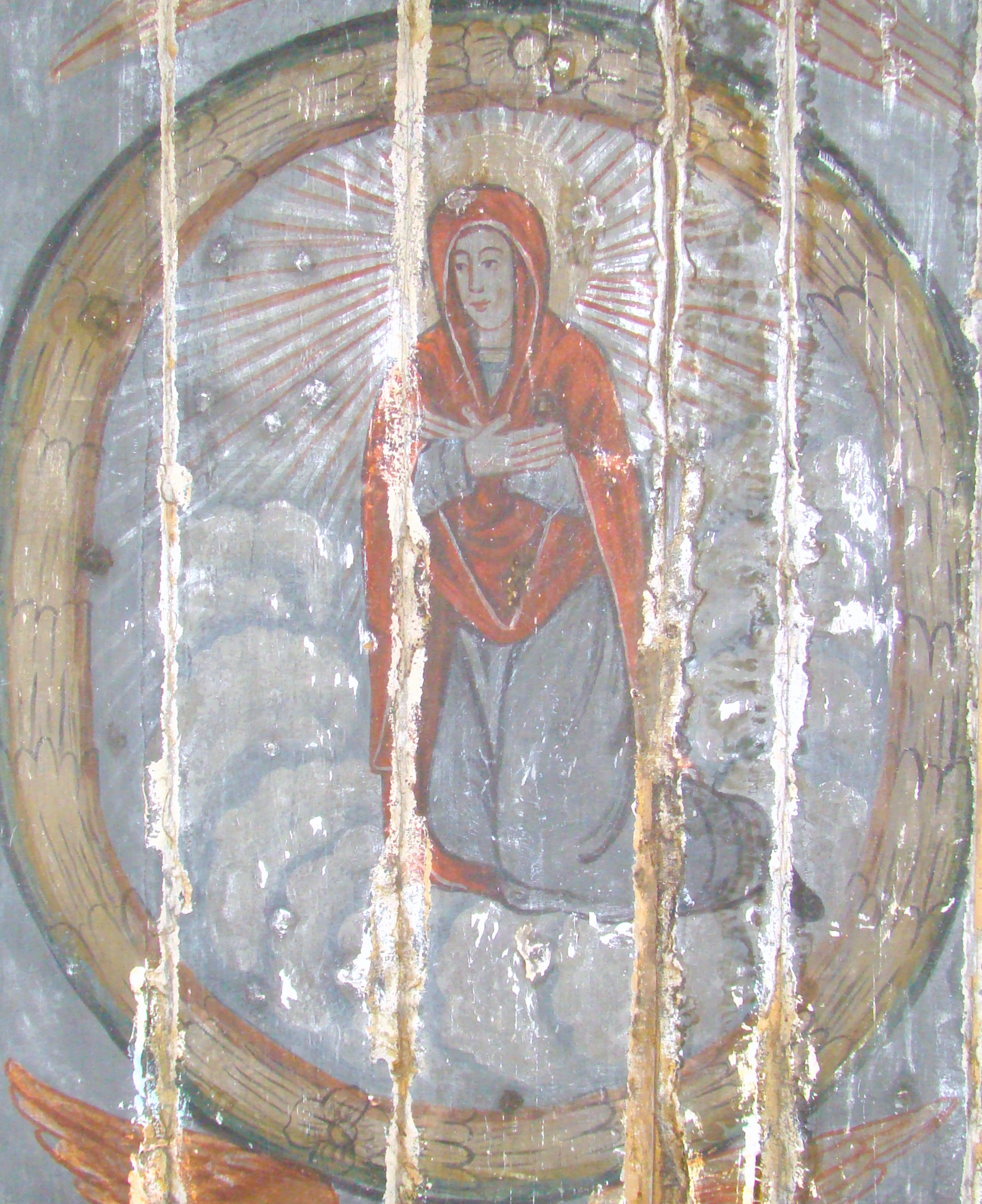
Maica Domnului rugătoare
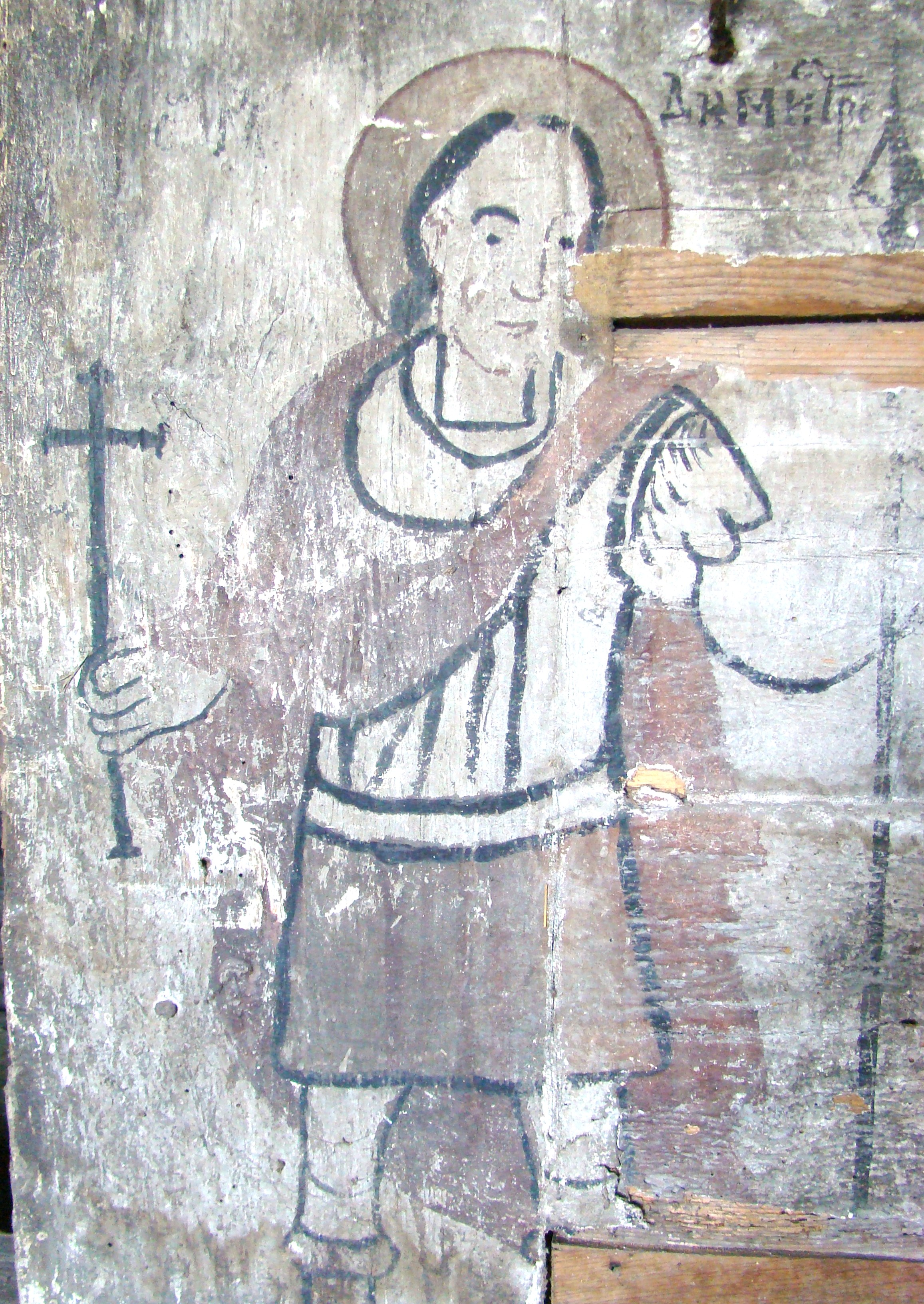
Mucenic